# Walisische Rugby-Union-Nationalmannschaft
Die walisische Rugby-Union-Nationalmannschaft (englisch Wales national rugby union team; walisisch Tîm rygbi'r undeb cenedlaethol Cymru) ist die Nationalmannschaft von Wales in der Sportart Rugby Union und repräsentiert das Land bei allen Länderspielen (Test Matches) der Männer. Die organisatorische Verantwortung trägt die Welsh Rugby Union (WRU). Die Mannschaft nimmt an den jährlichen Six Nations teil, zusammen mit England, Frankreich, Irland, Italien und Schottland. Wales ist auch eines der Länder, dessen Spieler für die British and Irish Lions spielberechtigt sind, eine Auswahlmannschaft der vier britischen Home Nations.
Seine wichtigsten internationalen Auftritte hat das Team bei den alle vier Jahre stattfindenden Weltmeisterschaften. Seit der Einführung der Weltmeisterschaft im Jahr 1987 hat Wales an allen Turnieren teilgenommen. Das beste Ergebnis erreichte man bei der Erstausführung, als man die australischen „Wallabies“ im Spiel um Platz 3 besiegen konnte. Wales war während der Weltmeisterschaft 1999 nominaler Gastgeber, aber auch während den Weltmeisterschaften 1991, 2007 und 2015 fanden einzelne Spiele in Wales statt.
Wales spielte sein erstes Test Match 1881 gegen England. Seit dem Beginn des Vorgängerturniers von Six Nations, dem Home Nations Championship im Jahr 1883, gewann Wales das Turnier insgesamt 28 Mal und teilte elf weitere Male den Titel. Seit Italien 2000 dem Turnier beitrat kamen fünf weitere Titel hinzu, zuletzt 2021. Der Weltverband World Rugby betrachtet Wales als eine Rugbynation der ersten Stärkeklasse (Tier One). Vor allem walisische Spieler der 1970er Jahre gelten als beste Spieler in der Geschichte des Sports. Obwohl schwache Leistungen in den 1980er und 1990er Jahren den guten Ruf der Mannschaft minderten, gelang in den 2000er Jahren die Rückkehr an die Weltspitze und man gewann mehrmals die Six Nations mitsamt Grand Slams. Wales ist die erste Mannschaft der Six Nations, die den Grand Slam mit mehr gewonnenen Auswärts- als Heimspielen erzielen konnte.
Traditionell spielt Wales in scharlachroten Trikots mit weißen Hosen und roten Socken. Das Heimstadion ist das 1999 eröffnete Millennium Stadium in Cardiff. 18 ehemalige walisische Rugbyspieler wurden in die World Rugby Hall of Fame aufgenommen. Wales ist eines der wenigen Länder, in denen Rugby Union die beliebteste Sportart ist. Nur auf den Cookinseln, in Fidschi, Neuseeland, Samoa und Tonga kann der Sport eine ähnliche Beliebtheit vorweisen.

## Organisation
Verantwortlich für die Organisation von Rugby Union in Wales ist die 1881 gegründete Welsh Rugby Union (WRU). 1886 gründete die WRU zusammen mit der Irish Rugby Football Union (IRFU) und der Scottish Rugby Union (SRU) das International Rugby Football Board (IRFB; heute World Rugby). Außerdem trat die WRU 1999 dem europäischen Kontinentalverband FIRA-AER (heute Rugby Europe) bei. Die WRU ist im Besitz der vier Franchises Cardiff Rugby, Dragons RFC, Scarlets und Ospreys, die an der professionellen Liga United Rugby Championship teilnehmen, zusammen mit zehn anderen Mannschaften aus Irland, Italien, Schottland und Südafrika. Darunter ist die Welsh Premier Division angesiedelt, an der zwölf Mannschaften teilnehmen. Der United Rugby Championship übergeordnet sind die zusammen mit Mannschaften aus Frankreich, Irland, Italien, Schottland und Wales ausgetragenen internationalen Pokalwettbewerbe European Rugby Champions Cup und EPCR Challenge Cup.
Neben der eigentlichen Nationalmannschaft ruft die WRU weitere Auswahlmannschaften zusammen. Die Wales A bilden die zweite Mannschaft von Wales, bestritten seit 2000 jedoch kein Spiel mehr. Wie andere Rugbynationen verfügt Wales über eine U-20-Nationalmannschaft, die an den entsprechenden Six Nations und Weltmeisterschaften teilnimmt. Kinder und Jugendliche werden bereits in der Schule an den Rugbysport herangeführt und je nach Interesse und Talent beginnt dann die Ausbildung. Für Schüler gibt es die Nationalmannschaft der Schoolboys, die sich als Vorstufe zur Nationalmannschaft entwickelt hat.
Als größte Ehre für walisische Spieler gilt es, alle paar Jahre mit den British and Irish Lions auf Tour in die Südhemisphäre zu gehen, um gegen die All Blacks aus Neuseeland, die Springboks aus Südafrika oder die Wallabies aus Australien anzutreten.

## Geschichte

### Anfänge von Rugby in Wales

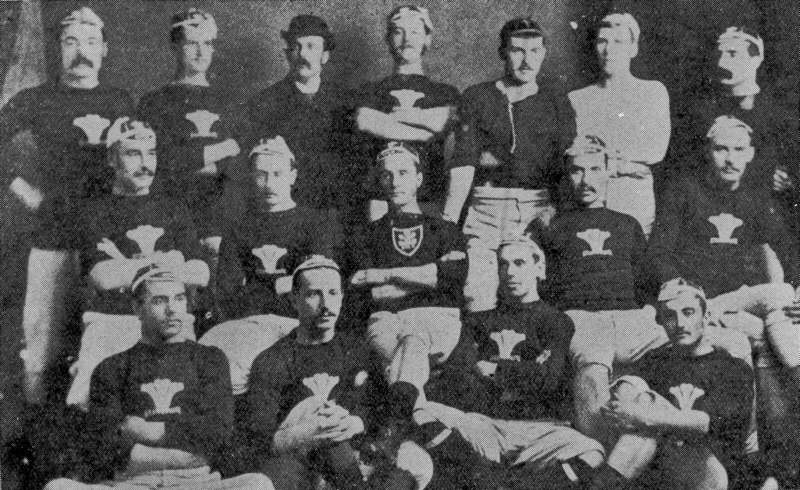
Die walisische Mannschaft 1881 vor ihrem ersten Test Match

Ein entfernt mit Rugby und Fußball verwandtes Spiel namens Cnapan war seit Jahrhunderten in den Grafschaften Carmarthenshire, Ceredigion und Pembrokeshire verbreitet. Die Anfänge von Rugby Union in Wales gehen auf das Jahr 1850 zurück. Reverend Rowland Williams war zum neuen Vizerektor des St David’s College in Lampeter ernannt worden und machte diesen Sport, den er bei Absolventen der Rugby School kennengelernt hatte, seinen Schülern bekannt. Von Hochschulen und Universitäten aus verbreitete sich Rugby in den 1870er Jahren insbesondere in den Industrie- und Bergbaustädten von Südwales. Der 1875 gegründete South Wales Football Club versuchte einheitliche Regeln festzulegen und den Sport weiter zu verbreiten. 1878 folgte die South Wales Football Union (SWFU), die beabsichtigte, aus Spielern verschiedener Vereine eine Auswahlmannschaft zusammenzustellen. Zwar konnte die SWFU mehrere Spiele gegen englische Vereine arrangieren, doch sie war schlecht organisiert und die Auswahl wurde als unmotiviert empfunden. Richard Mullock, der Sekretär des Newport Athletic Club, entschloss sich dazu, auf eigene Faust und ohne Rücksprache mit der SWFU ein Länderspiel gegen England zu organisieren.
Das erste Test Match der Waliser fand am 19. Februar 1881 in Blackheath bei London statt. Angeführt von Mannschaftskapitän James Bevan verloren sie mit sieben Toren, einem Dropgoal und sechs Versuchen zu Null; nach heutiger Zählweise entspräche dies einer 0:82-Niederlage. Obwohl das erste walisische Nationalteam ziemlich ausgeglichen war, was die geographische Verteilung der vertretenen Vereine betrifft, scheint sie von der Spielstärke her nicht besonders repräsentativ gewesen zu sein. Die Mannschaft bestand hauptsächlich aus Absolventen der Universitäten Cambridge und Oxford, und die regionale Presse kritisierte die Auswahl nach der vernichtenden Niederlage heftig. Drei Wochen später erfolgte am 12. März 1881 im Castle Hotel in Neath die Gründung der Welsh Football Union (seit 1934 Welsh Rugby Union genannt), während sich die SWFU auflöste.
1882 spielte Wales erstmals gegen Irland und verlor auch dieses Spiel. Ab 1883 trugen die Verbände der vier britischen Home Nations jährlich die Home Nations Championship aus, den Vorläufer des heutigen Six Nations. Bei der Erstausgabe gelangen den Walisern ebenfalls keine Siege, unter anderem beim ersten Aufeinandertreffen gegen Schottland. 1884 feierten sie gegen Irland erstmals einen Sieg, 1888 konnte Schottland zum ersten Mal bezwungen werden, 1890 auch England. 1887 gehörte der walisische Verband zu den Gründungsmitgliedern des International Rugby Football Board (IRFB; heute World Rugby).

### Das erste „Goldene Zeitalter“

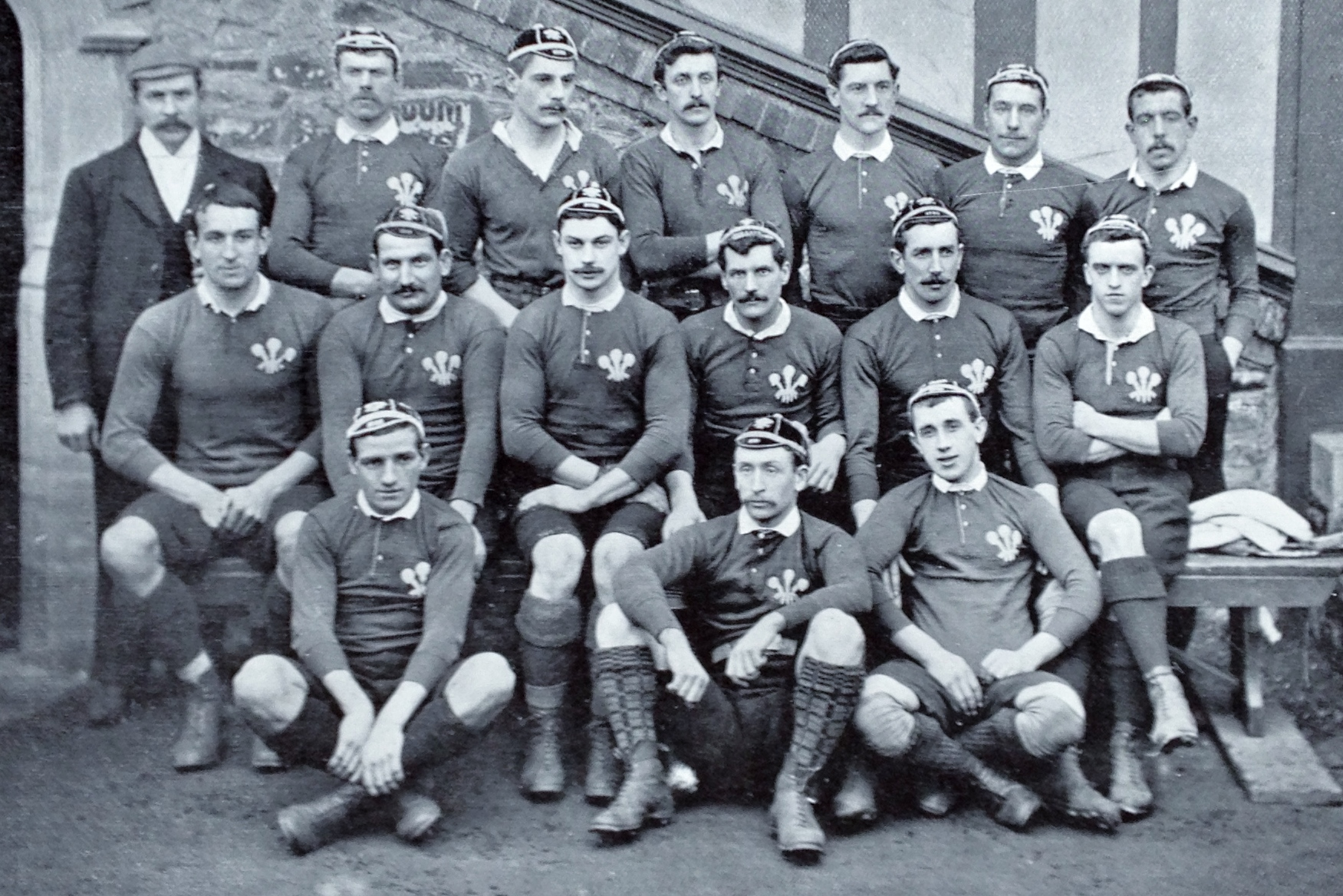
Die walisische Mannschaft vor ihrem Spiel gegen England während den Home Nations Championship 1895

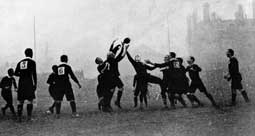
Wales gegen Neuseeland, 1905

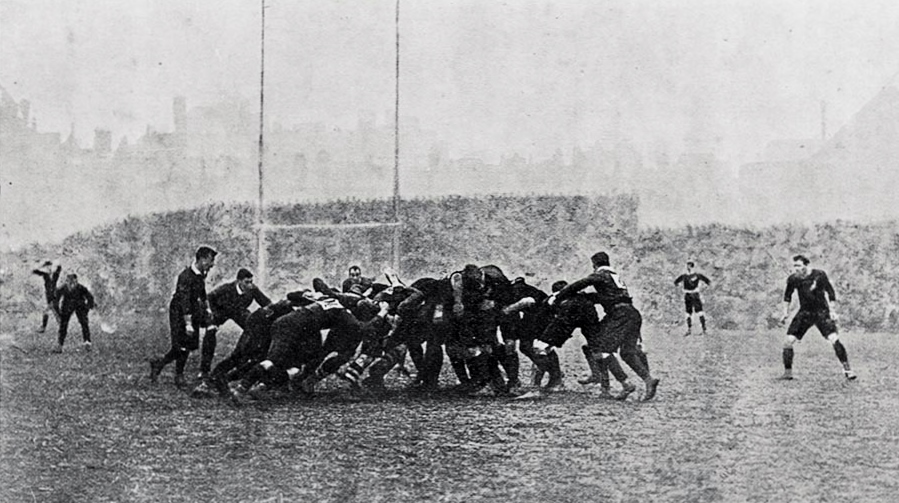
Gedränge im Spiel Wales gegen die Original All Blacks, 1905

In den 1890er Jahren erfanden die Waliser die „Vier-Flügelspieler“-Formation – mit sieben Hinterleuten und acht Stürmern anstatt wie damals üblich mit sechs Hinterleuten und neun Stürmern – was den Sport revolutionierte und später von allen National- und Vereinsmannschaften übernommen wurde. Mithilfe dieser Innovation gelang den Walisern bei der Home Nations Championship 1893 der erste Titelgewinn, außerdem erzielten sie mit Siegen über alle anderen Teilnehmer eine Triple Crown. Der erste Superstar des walisischen Rugby war Arthur Gould, der die Nationalmannschaft 18 Mal als Kapitän anführte – ein Rekord, der erst 1994 von Ieuan Evans übertroffen werden sollte. Gould war auch der Grund, dass Wales 1897 von den übrigen Home Nations boykottiert wurde. Er hatte eine finanzielle Entschädigung angenommen, was als Verstoß gegen den Amateurismus galt. Erst sein Rücktritt ebnete den Weg zur Wiederzulassung des Nationalteams im folgenden Jahr.
Der nächste Turniersieg folgte bei der Home Nations Championship 1900, wieder mit einer Triple Crown. Dieser Erfolg läutete das erste „Goldene Zeitalter“ der Waliser ein, das bis 1913 dauerte. In diesem Zeitraum verloren sie nur sieben Spiele und blieben zuhause ungeschlagen. Sie gewannen 1902 und 1905 das Turnier ebenfalls mit Triple Crowns und erreichten bei den Turnieren 1901, 1903 und 1904 jeweils den zweiten Platz.
Am 16. Dezember 1905 traten die Waliser im Cardiff Arms Park erstmals gegen die All Blacks aus Neuseeland an. Das damalige neuseeländische Team – bekannt als die Original All Blacks – war das erste der Südhemisphäre, das Europa einen Besuch abstattete. Es war zuvor während der gesamten Tour unbesiegt geblieben und hatte unter anderem die Nationalmannschaften Englands, Irlands und Schottlands geschlagen. Das Spiel gegen Wales war das insgesamt 28. auf der Tour der All Blacks, die bis dahin bereits 801 Punkte erzielt und nur 22 zugelassen hatten. Kurz vor Spielbeginn führte die neuseeländische Mannschaft einen Haka auf, einen Kriegstanz der Māori; die 47.000 Zuschauer antworteten mit dem Singen der walisischen Nationalhymne Hen Wlad Fy Nhadau. Dies war das erste Mal überhaupt, das vor einem Länderspiel eine Nationalhymne gesungen wurde. Teddy Morgan legte einen Versuch und brachte seine Mannschaft mit 3:0 in Führung. Danach meinte der Neuseeländer Bob Deans, ebenfalls einen Versuch gelegt zu haben. Er war hinter die Mallinie geschleift worden, bevor der Schiedsrichter das Geschehen erreichte. Dieser entschied auf Gedränge und der Spielstand blieb unverändert. Die Niederlage der Neuseeländer war ihre einzige während der gesamten 35 Spiele umfassenden Tour.
Den Turniersieg 1906 teilten sich die Waliser mit Irland. Am 1. Dezember desselben Jahres trafen sie erstmals auf die Springboks aus Südafrika. Wales galt vor diesem Test Match als Favorit, doch Südafrika dominierte das Spiel und gewann mit 11:0. Zwei Jahre später, am 12. Dezember 1908, spielte Wales erstmals gegen die tourenden Wallabies aus Australien und gewann mit 9:6. Die Home Nations Championship 1909 entschied Wales ebenfalls für sich. Ab 1910 nahm auch Frankreich am jährlichen Turnier teil, weshalb es nun Five Nations hieß. 1911 gelang den Walisern der erste offizielle Grand Slam, also ein Sieg gegen alle anderen Turnierteilnehmer inklusive Frankreich. Zwar hatte Wales bereits 1908 und 1909 gegen die Franzosen gewonnen, doch diese Spiele fanden außerhalb des Turniers statt, weshalb die Erfolge lediglich als inoffizielle Grand Slams gelten. Bis zum nächsten Grand Slam sollten vier Jahrzehnte vergehen. Englands Sieg in Cardiff beim Five Nations 1913 war die erste Heimniederlage der Waliser gegen eine der Five-Nations-Mannschaften seit 1899 und die erste Heimniederlage gegen England seit 1895. Der 1914 ausgebrochene Erste Weltkrieg unterbrach den internationalen Spielbetrieb. Einzige Ausnahme war ein inoffizielles Spiel gegen die Barbarians im April 1915.

### Krise und Erholung

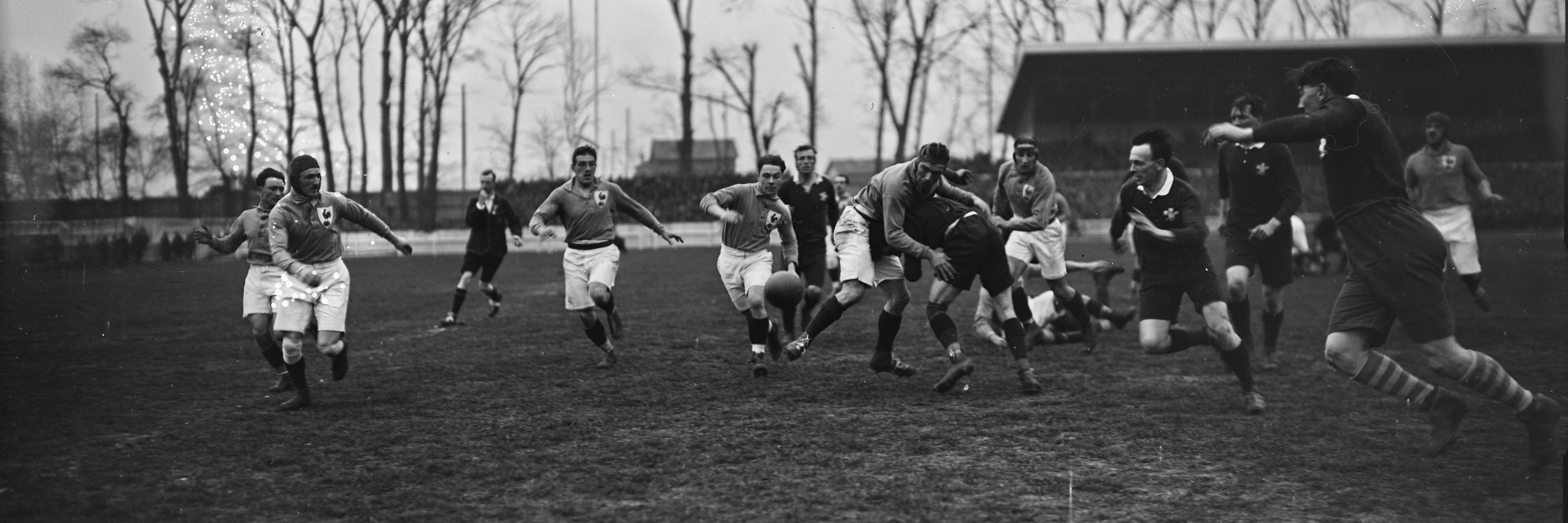
Wales gegen Frankreich (1922)

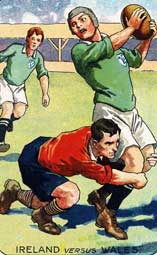
Illustration eines Rugbyspieles zwischen Irland und Wales in Twickenham (1920)

In den Jahren nach dem Kriegsende erlebte der Rugbysport in Wales einen Niedergang. Verursacht durch den Einbruch der Nachfrage nach Kohle durchlebte das Land eine schwere Rezession, die vor allem die Bergbauregionen in Südwales traf. Die walisischen Resultate in Test Matches während der 1920er Jahre schienen diesen wirtschaftlichen Niedergang zu spiegeln: Von 42 Spielen konnte Wales lediglich 17 gewinnen. Eine halbe Million Menschen verließen Wales während dieser Krise auf der Suche nach Arbeit, was die finanzielle Situation zahlreicher Vereine dramatisch verschlechterte. Mehrere Dutzend Nationalspieler kehrten dem von Amateuren betriebenen Rugby Union den Rücken zu und wechselten zur professionellen Variante Rugby League. Hinzu kam die zunehmende Beliebtheit von Fußball, der zuvor überwiegend in Nordwales gespielt worden war und sich nun auch in den Rugby-Hochburgen im Süden ausbreitete.

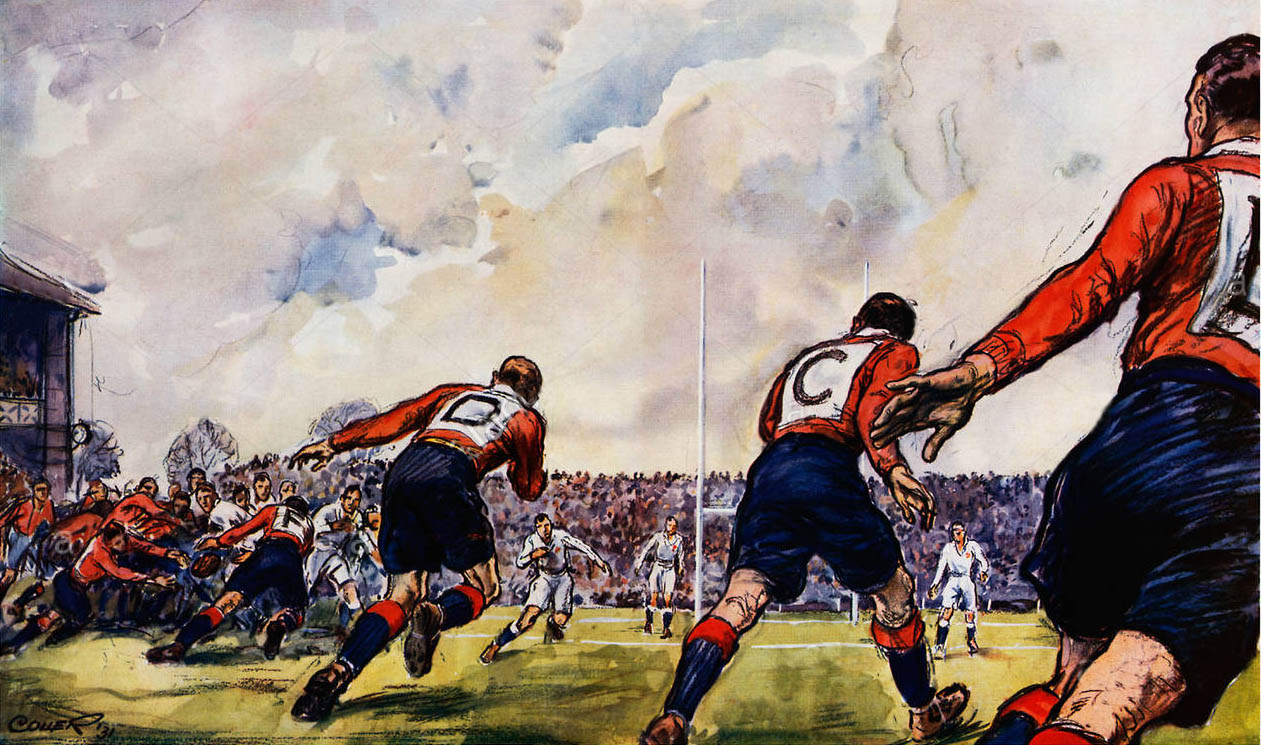
Illustration des Spiels Wales gegen England (1931)

Zu den zahlreichen Niederlagen gehörte 1928 auch die erste überhaupt gegen Frankreich. Ebenso verlor man 1924 und 1927 überaus deutlich gegen Neuseeland und Australien. Der instabile Nationalmannschaftskader widerspiegelte die Umwälzungen der 1920er Jahre. Allein 1924 wurden 35 verschiedene Nationalspieler für die Five-Nations-Partien nominiert, jeweils mit einem anderen Mannschaftskapitän. Nur Edward Watkins in der Hintermannschaft und der Stürmer Charlie Pugh liefen in allen vier Spielen auf. Noch während der Krise wurden die Grundlagen für den allmählichen Wiederaufschwung gelegt, als die 1923 gegründete Welsh Secondary Schools Rugby Union begann, den Sport gezielt an weiterführenden Schulen zu fördern. Über die Jahre brachten diese eine neue Generation an Spielern hervor. Wales begann somit das System in England und Schottland nachzuahmen, das darauf abzielte, Talente von der Jugend bis zum Erwachsenenalter zu begleiten.
Zu Beginn der 1930er Jahre zeichnete sich eine Wiederbelebung des walisischen Rugby ab, auch wenn das Land noch immer unter den Auswirkungen der Depression litt und die Vereine weiterhin ums Überleben kämpften. Der WRU gelang es zwar, die Beliebtheit von Rugby auch in Nordwales zu steigern, der Verband war jedoch finanziell nicht gut aufgestellt und war der einzige der Home Nations, der kein eigenes Stadion besaß: Der Cardiff Arms Park musste gepachtet werden und das St Helen’s in Swansea war eine Leihgabe. Trotz der widrigen Umstände gelang Wales 1931 der erste Turniergewinn nach neun Jahren. Damals bestritten die Waliser erstmals seit Kriegsende zwei aufeinanderfolgende Spiele mit derselben Aufstellung, als sie auf England und Schottland trafen.
1932 gelang der nächste Turniersieg, was umso bemerkenswerter war, da Frankreich (das damals eindeutig schwächste Team) ausgeschlossen worden war und man für mehrere Jahre zum Format der Home Nations Championship zurückkehrte. 1933 konnte Wales unter seinem Mannschaftskapitän Watcyn Thomas zum ersten Mal England auswärts im Londoner Twickenham Stadium bezwingen. Ein weiterer großer Erfolg war 1935 der 13:12-Sieg über die tourenden All Blacks. Zwei weitere Turniersiege gelangen in den Jahren 1936 und 1939. Während des Zweiten Weltkrieges war das Turnier erneut ausgesetzt. 1940 bestritt die Nationalmannschaft zugunsten des Roten Kreuzes ein Wohltätigkeitsspiel gegen England in Cardiff, das mit 9:18 verloren ging.

### Nachkriegszeit
1945 und 1946 nahmen die Waliser an den Victory Internationals teil. Dabei handelte es sich um eine Serie von Spielen gegen Nationalmannschaften und militärische Auswahlteams, die nicht den vollen Status als Test Matches erhielten. Das jährliche Turnier konnte ab 1947 wieder ausgetragen werden und hieß mit der Wiederaufnahme Frankreichs erneut Five Nations. In diesem Jahr teilten sich die Waliser den Titel mit den Engländern, 1948 erlitten sie die erste Heimniederlage gegen die Franzosen. Die wirtschaftliche Situation erholte sich in der Nachkriegszeit merklich, was sich auch in einem erhöhten Zuschauerinteresse niederschlug. Dieser Effekt verstärkte sich durch die ersten Fernsehübertragungen von Test Matches. Auch die Leistungen der Nationalmannschaft verbesserten sich: 1950 und 1952 entschied sie die Five-Nations-Turniere jeweils mit einem Grand Slam für sich. Von 1954 bis 1956 feierten die Waliser drei Turniersiege in Serie, wobei sie den Titel 1954 mit England und Frankreich sowie 1955 mit Frankreich teilten. Auch Erfolge gegen tourende Mannschaften der Südhemisphäre gab es zu feiern. 1947 und 1958 konnte Australien jeweils deutlich bezwungen werden, 1953 besiegte man Neuseeland mit 13:8. Hingegen mussten die Waliser 1951 gegen Südafrika eine 3:6-Niederlage hinnehmen, trotz ihrer Dominanz in den Gassen.
Das Five Nations 1950 blieb nicht nur wegen des walisischen Turniersiegs in Erinnerung, sondern auch wegen des Flugzeugunglücks von Llandow. Am 12. März 1950 kehrte eine Gruppe walisischer Fans, die zum entscheidenden Spiel nach Dublin gereist war, mit einem Charterflug zurück. Bei der Landung stürzte das Flugzeug des Typs Avro Tudor zu Boden, wobei 80 der 83 Personen an Bord starben. Es handelte sich zu diesem Zeitpunkt um den weltweit schwersten zivilen Flugunfall. Die Heimspiele der Nationalmannschaft waren sieben Jahrzehnte lang fast gleichmäßig auf Cardiff und Swansea verteilt gewesen. Im Juni 1953 tolerierte die WRU den heruntergekommenen Zustand des Stadions St Helen’s in Swansea nicht mehr und beschloss auf ihrer Jahreshauptversammlung, dort 1955 zum letzten Mal zu spielen und zukünftig ausschließlich den Cardiff Arms Park als offizielles Heimstadion zu nutzen. 1956 begann eine schwächere Phase der Nationalmannschaft. Erst 1964 gelang ihr wieder ein Turniersieg, 1965 und 1966 folgten zwei weitere.

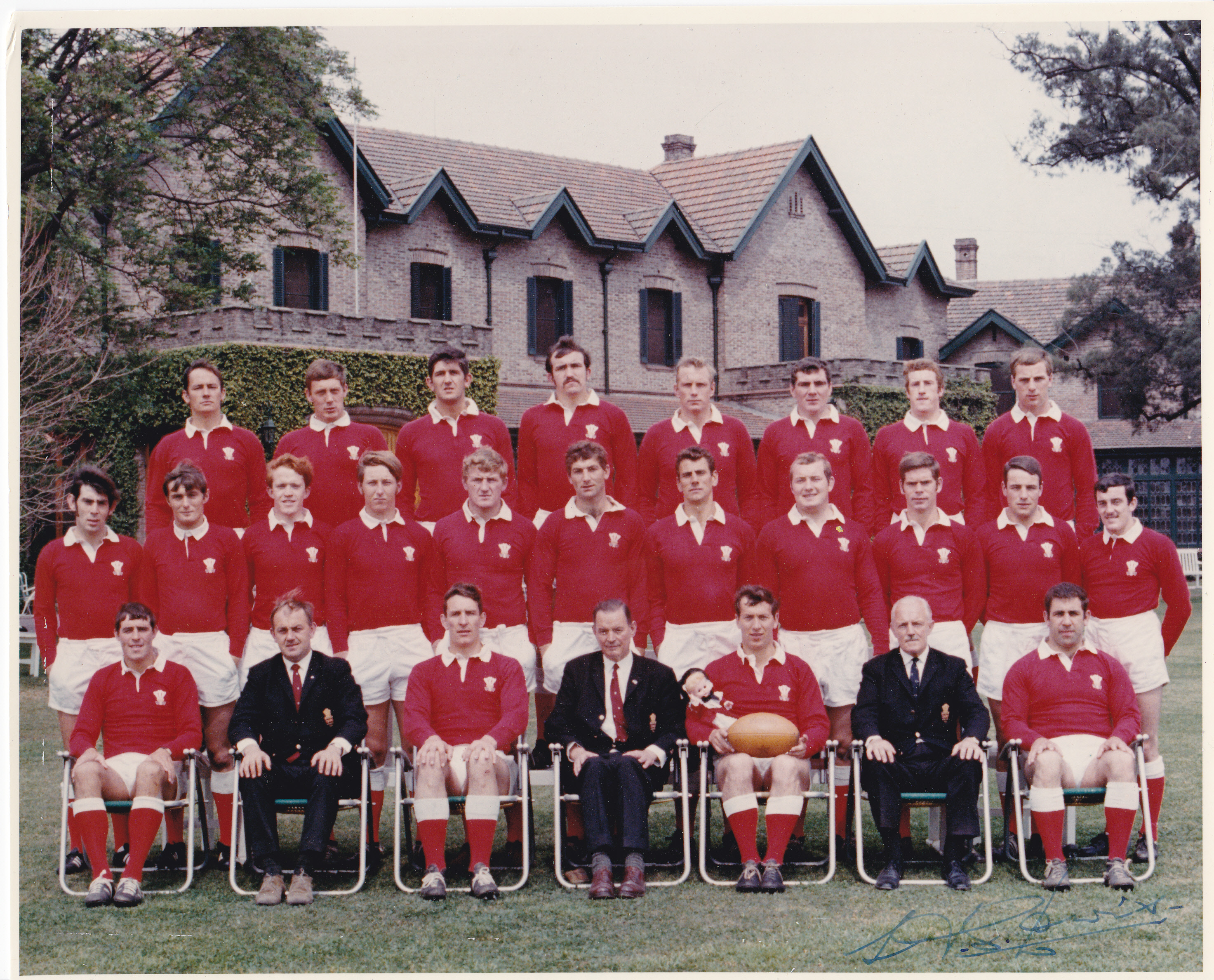
Die walisische Mannschaft während ihrer Tour nach Argentinien, 1968

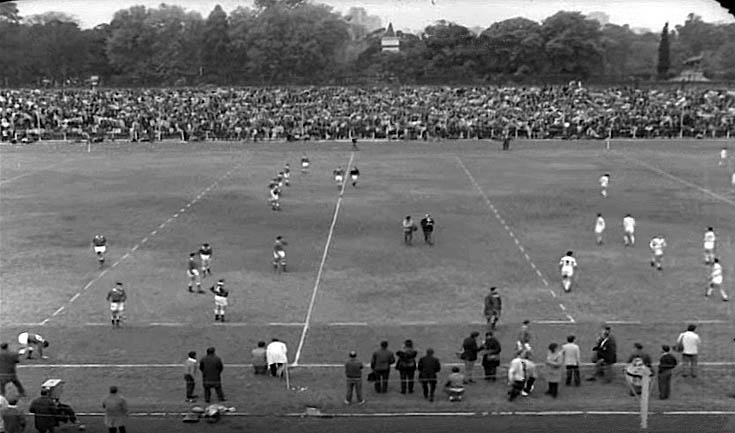
Wales gegen Argentinien im Estadio GEBA, September 1968

Mit dem allmählichen Niedergang der Schwerindustrie in den 1960er Jahren verließ sich die Nationalmannschaft immer weniger auf Minen- und Stahlarbeiter, sondern setzte vermehrt auf Studenten und Lehrer. Jahrzehntelang tourten walisische Nationalspieler nur dann durch die Südhemisphäre, wenn sie von den British Lions aufgeboten wurden. Dies änderte sich 1964, als die WRU erstmals selbst eine Tour organisierte. Sie führte nach Südafrika und umfasste fünf Spiele, darunter ein Test Match in Durban gegen die Springboks. Es ging mit 3:24 verloren, was die höchste Niederlage seit 40 Jahren bedeutete. Auf der anschließenden WRU-Jahreshauptversammlung erklärte der scheidende Präsident D. Ewart Davies: „Aus den Erfahrungen der Südafrikatour geht hervor, dass in Wales eine viel positivere Einstellung zum Spiel erforderlich ist … Die Spieler müssen bereit sein zu lernen, sogar neu zu erlernen, bis zur absoluten Beherrschung der Grundprinzipien des Rugby-Union-Fußballs“. Diese Rede läutete tiefgreifende Reformen im Bereich der Trainerausbildung ein. Das Trainingskomitee der WRU – das in den späten 1950er Jahren seine Arbeit aufgenommen hatte – erhielt den Auftrag, die Qualität des Trainings zu verbessern. Der erste Nationaltrainer David Nash wurde 1967 angestellt, um Wales während der Saison zu trainieren. Er trat jedoch zurück, nachdem sich die WRU geweigert hatte, ihn als Trainer für die Tour 1968 nach Argentinien anzustellen. Die WRU korrigierte ihren Beschluss und ernannte Clive Rowlands zum Trainer der Argentinientour. Von den sechs Spielen während dieser Tour gewann Wales drei, spielte in zweien Unentschieden und verlor eines.

### Zweites „goldenes Zeitalter“
In den 1970er Jahren erlebte die walisische Nationalmannschaft ein zweites „goldenes Zeitalter“, mit Weltklassespielern wie Gareth Edwards, J. P. R. Williams, Gerald Davies, Barry John, Phil Bennett und Mervyn Davies in ihren Reihen. Die Waliser dominierten zwischen 1969 und 1979 den Rugbysport in der Nordhemisphäre fast nach Belieben und erreichten eine bemerkenswerte Gewinnquote, als sie in diesem Zeitraum lediglich sieben Spiele verloren. Die walisische Nationalmannschaft der 1970er Jahre ist als eine der besten in die Geschichte eingegangen. Neun der zehn Spiele gegen England wurden gewonnen, acht der zehn Spiele gegen Schottland und sieben der neun Spiele gegen Irland (dazu ein Unentschieden). Nur die Franzosen konnten einigermaßen mithalten, in zehn Begegnungen gelangen ihnen drei Siege und ein Unentschieden. 1969 tourte Wales erstmals nach Neuseeland, verlor jedoch beide Test Matches gegen die All Blacks. Zu Beginn des Jahres 1970 erreichte Wales ein 6:6-Unentschieden gegen Südafrika, anschließend teilte man sich den Turniersieg mit Frankreich.
Beim Five Nations 1971 sicherte sich Wales den ersten Grand Slam seit 1952. Dabei kamen in den vier Spielen lediglich 16 verschiedene Spieler zum Einsatz. Beim Five Nations 1971 gelang ein denkwürdiger Sieg über Schottland, als ein Versuch von Gerald Davies in der letzten Spielminute die schottische Führung auf 18:17 reduzierte und Flügelstürmer John Taylor den Versuch von der Seitenlinie erhöhte, die als „die beste Erhöhung seit Paulus dem Apostel“ bezeichnet wurde und Wales den Sieg mit 19:18 bescherte. Für die Tour der British Lions nach Neuseeland 1971 stellte Wales mehr Spieler als alle anderen Home Nations. Diese Lions-Mannschaft ist die einzige, die bisher eine Serie von Test Matches in Neuseeland für sich entscheiden konnte.
Das Five Nations 1972 musste wegen des Nordirlandkonflikts vorzeitig beendet werden, sodass es keinen Sieger gab. Nach dem Blutsonntag in Derry war die britische Botschaft in Dublin von einem aufgebrachten Mob niedergebrannt worden und zahlreiche Spieler hatten Briefe mit Todesdrohungen erhalten, vermutlich von der IRA. Schottland und Wales weigerten sich, zu den noch bevorstehenden Auswärtsspielen in Irland anzutreten und begründeten dies mit der mangelnden Sicherheit. Nachdem das Five Nations 1973 zwischen allen teilnehmenden Mannschaften gleichauf endete und es somit zum einzigen Mal fünf Turniersieger gab, bezwang man Australien in Cardiff mit 24:0. Wales gewann das Five Nations 1975 mit nur einer Niederlage gegen Schottland und das Five Nations 1976 mitsamt dem zweiten Grand Slam des Jahrzehnts. Wie schon 1971 setzte Wales in vier Spielen nur 16 verschiedene Spieler ein. Beim Five Nations 1978 gelang die Wiederholung dieses Erfolges und Wales wurde die erste Mannschaft, die in drei aufeinanderfolgenden Turnieren die Triple Crown schaffte.
Die Tour der Waliser nach Australien im Juni 1978 endete mit zwei Niederlagen in den Test Matches. Im November desselben Jahres empfingen sie in Cardiff Neuseeland, verloren das Test Match jedoch nach einem späten Straftritt der Gäste mit 12:13. Der Straftritt war umstritten, da er von den Neuseeländern provoziert wurde und diese Taktik vor Beginn der Partie abgesprochen worden war. Ebenso musste sich der englische Schiedsrichter Roger Quittenton von der Presse die Kritik gefallen lassen, dass er darauf hereingefallen sei. Quittenton meinte später, er habe den Straftritt wegen einer Tätlichkeit eines walisischen Spielers gegeben. Die Wahrnehmung der Neuseeländer, dass ihre Taktik dazu geführt habe, sei nichts anderes als „Müll“. Wales gewann danach noch die Five Nations 1979, wieder mit Triple Crown.

### Schwierige Jahre
Das „goldene Zeitalter“ neigte sich allmählich dem Ende zu, denn für diese herausragende Spielergeneration kam zunächst kaum adäquater Ersatz nach. Dies schlug sich ab 1980 in einer deutlich geringeren Siegesquote und mittelmäßigen Platzierungen bei den Five-Nations-Turnieren nieder. 1980 feierte die WRU ihr hundertjähriges Bestehen; die walisische Nationalmannschaft empfing zu ihrem Jubiläumsspiel in Cardiff die All Blacks und verlor mit 3:23. 1981 konnte zwar Australien geschlagen werden, doch beim Five Nations 1982 musste sich Wales mit dem letzten Platz zufriedengeben. Ein erster Tiefpunkt war im Oktober 1983 erreicht, als die überfordert wirkenden Waliser in Bukarest bei ihrem ersten Aufeinandertreffen mit Rumänien gleich mit 6:24 untergingen. Nur drei Wochen zuvor waren sie in Cardiff beinahe von den Japanern überrumpelt worden, konnten jedoch knapp mit 29:24 gewinnen. 1984 verlor Wales zuhause gegen Australien mit 9:28.
Eine Ozeanientour im Mai und Juni 1986 (die erste seit acht Jahren) verlief mit drei Siegen über Fidschi, Tonga und Westsamoa recht erfolgreich, ansonsten prägten Niederlagen in Europa den Alltag. Beim Five Nations 1987 erzielte Wales lediglich einen Sieg, entsprechend gehörte die Mannschaft vor der erstmals ausgetragenen Weltmeisterschaft nicht zum Favoritenkreis. Sie erwies sich dann aber als eine der Überraschungen und beendete ihre Vorrundengruppe mit Siegen über Irland, Tonga und Kanada auf dem ersten Platz. Nachdem im Viertelfinale England bezwungen werden konnte, traf Wales im Halbfinale auf Neuseeland und unterlag deutlich mit 6:49. Zum Abschluss besiegte Wales im Spiel um Platz 3 Australien knapp mit 22:21. Bis heute ist dies das beste Ergebnis der Waliser bei Weltmeisterschaften. Beim Five Nations 1988 teilte man sich den Titel mit Frankreich und schaffte die erste Triple Crown seit 1979. In den Jahren 1988 und 1989 folgten drei weitere deutliche Niederlagen gegen Neuseeland, ebenso verlor man zuhause gegen Rumänien.
Ende der 1980er Jahre geriet Rugby Union in Wales erneut in eine schwere Krise. Die markant gestiegene Beliebtheit von Rugby League führte dazu, dass so viele Spieler wie nie zuvor zur professionellen Variante wechselten. Die besten Spieler standen somit nicht mehr für die Nationalmannschaft zur Verfügung, da ein Wechsel damals noch immer mit einem lebenslangen Ausschluss von Rugby Union bestraft wurde. Wales konnte 1990 und 1991 kein einziges Five-Nations-Spiel gewinnen und erhielt als Tabellenletzter den „Wooden spoon“. Während der Weltmeisterschaft 1991, die nominell in England stattfand, erlebte Wales einen weiteren Tiefpunkt, obwohl die Mannschaft alle drei Gruppenspiele in Cardiff austragen durfte. Das erste Spiel gegen Westsamoa ging etwas überraschend mit 13:16 verloren, worauf ein 16:7-Sieg über die argentinischen Pumas folgte. Nach einer weiteren Niederlage (3:38 gegen Australien) belegte Wales lediglich den dritten Gruppenrang und schied somit vorzeitig aus dem Turnier aus.

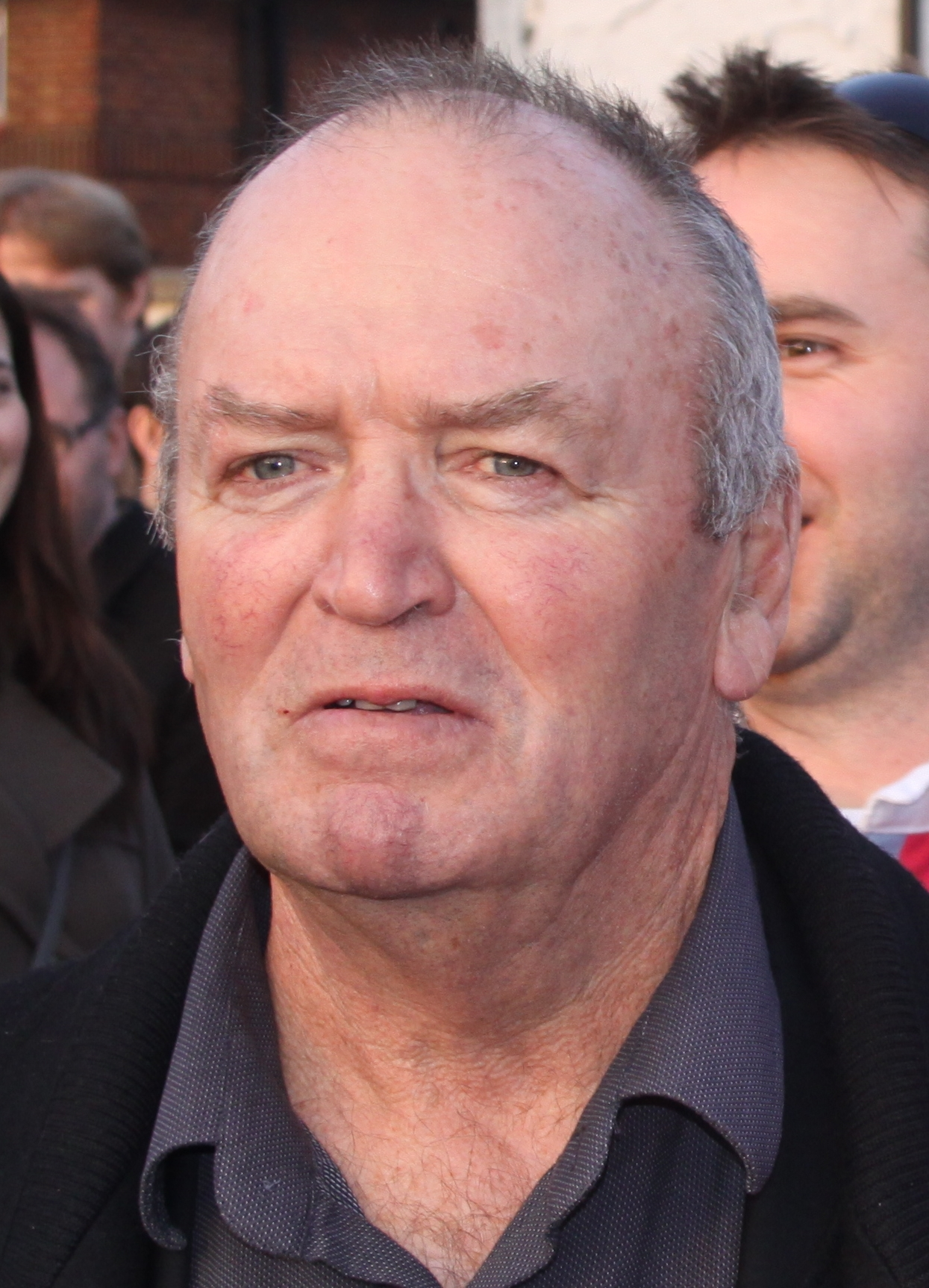
Der Neuseeländer Graham Henry war Nationaltrainer von 1998 bis 2002

1993 belegte Wales beim Five-Nations-Turnier erneut den letzten Platz, konnte sich aber im darauf folgenden Jahr markant steigern und gewann das Five Nations 1994 aufgrund der besseren Punktedifferenz vor England. Ebenfalls 1994 musste sich die Mannschaft für die nächste Weltmeisterschaft qualifizieren; dies gelang mit zum Teil deutlichen Siegen über Spanien, Portugal, Rumänien und Italien. Andererseits gelang Wales im Zeitraum zwischen den Weltmeisterschaften kein einziger Sieg über Australien, Neuseeland oder Südafrika. Ebenso gingen beim Five Nations 1995 sämtliche Spiele verloren. Aus diesen Gründen galt Wales vor der Weltmeisterschaft 1995 in Südafrika nicht als ernstzunehmender Gegner. In der Vorrunde folgte auf den deutlichen Sieg über Japan eine ebenso deutliche Niederlage gegen Neuseeland. Wales musste das letzte Gruppenspiel unbedingt gewinnen, um im Turnier zu verbleiben, unterlag jedoch Irland mit 23:24 und verpasste dadurch zum zweiten Mal in Folge das Viertelfinale.
Im August 1995 hob das International Rugby Football Board (IRFB; heute World Rugby) sämtliche Beschränkungen bezüglich Bezahlung der Spieler auf und läutete so die professionelle Ära von Rugby Union ein. In dieser Übergangsphase stellte die WRU mit Kevin Bowring erstmals einen hauptamtlichen Nationaltrainer ein. Außerdem kehrten mehrere frühere Nationalspieler von Rugby League zu Rugby Union zurück, zumal Wechsel zwischen den Spielvarianten nun problemlos möglich waren. Nach Rekordniederlagen von 0:51 gegen Frankreich und 13:96 gegen Südafrika verpflichtete die WRU 1998 den Neuseeländer Graham Henry als neuen Nationaltrainer. Henry erzielte von Beginn an Erfolge und führte Wales zu einer Serie von zehn aufeinanderfolgenden Siegen; darunter war der erste walisische Sieg über Südafrika, ein 29:19-Erfolg im neu erbauten Millennium Stadium in Cardiff. Die walisische Presse nannte ihn „the Great Redeemer“ („der Große Erlöser“), ein Verweis auf die erste Zeile von Cwm Rhondda, einem bei walisischen Fans beliebten Lied.
Im letzten Spiel der Five Nations 1999 verhinderte Wales mit einem 32:31-Sieg den Turniersieg Englands, der stattdessen an Schottland ging. Die Entscheidung fiel in der letzten Spielminute, als Scott Gibbs gegen England den entscheidenden Versuch erzielte, der daraufhin von Neil Jenkins erhöht wurde. Daraufhin waren die Erwartungen vor der vom walisischen Verband organisierten Weltmeisterschaft 1999 hoch. Die Waliser beendeten ihre Vorrundengruppe nach Siegen über Argentinien, Samoa und Japan auf dem ersten Platz, unterlagen aber im Viertelfinale dem späteren Weltmeister Australien mit 9:24. Der Leistungseinbruch in den folgenden Six-Nations-Turnieren (Italien nahm ab 2000 teil), vor allem aber mehrere deutliche Niederlagen gegen Irland, führten im Februar 2002 zum Rücktritt Henrys, der durch seinen Trainerassistenten Steve Hansen ersetzt wurde.
Während Hansens Amtszeit nahm die WRU tiefgreifende Strukturveränderungen vor und führte 2003 über den traditionellen Vereinsmannschaften fünf (später vier) neue regionale Auswahlteams ein, die von nun an die höchste Stufe des professionellen Rugby Union in Wales darstellten. Beim Six Nations 2003 unterlag Wales erstmals den Italienern und klassierte sich als Tabellenletzter. Während der Union-Weltmeisterschaft 2003 in Australien gewannen die Waliser zunächst gegen Kanada, Tonga und Italien. Im letzten Gruppenspiel legten sie vier Versuche gegen Neuseeland (so viele wie nie zuvor gegen diesen Gegner), unterlagen aber dennoch mit 37:53. Im Viertelfinale scheiterten sie mit 17:28 am späteren Weltmeister England.

### Wiederbelebung

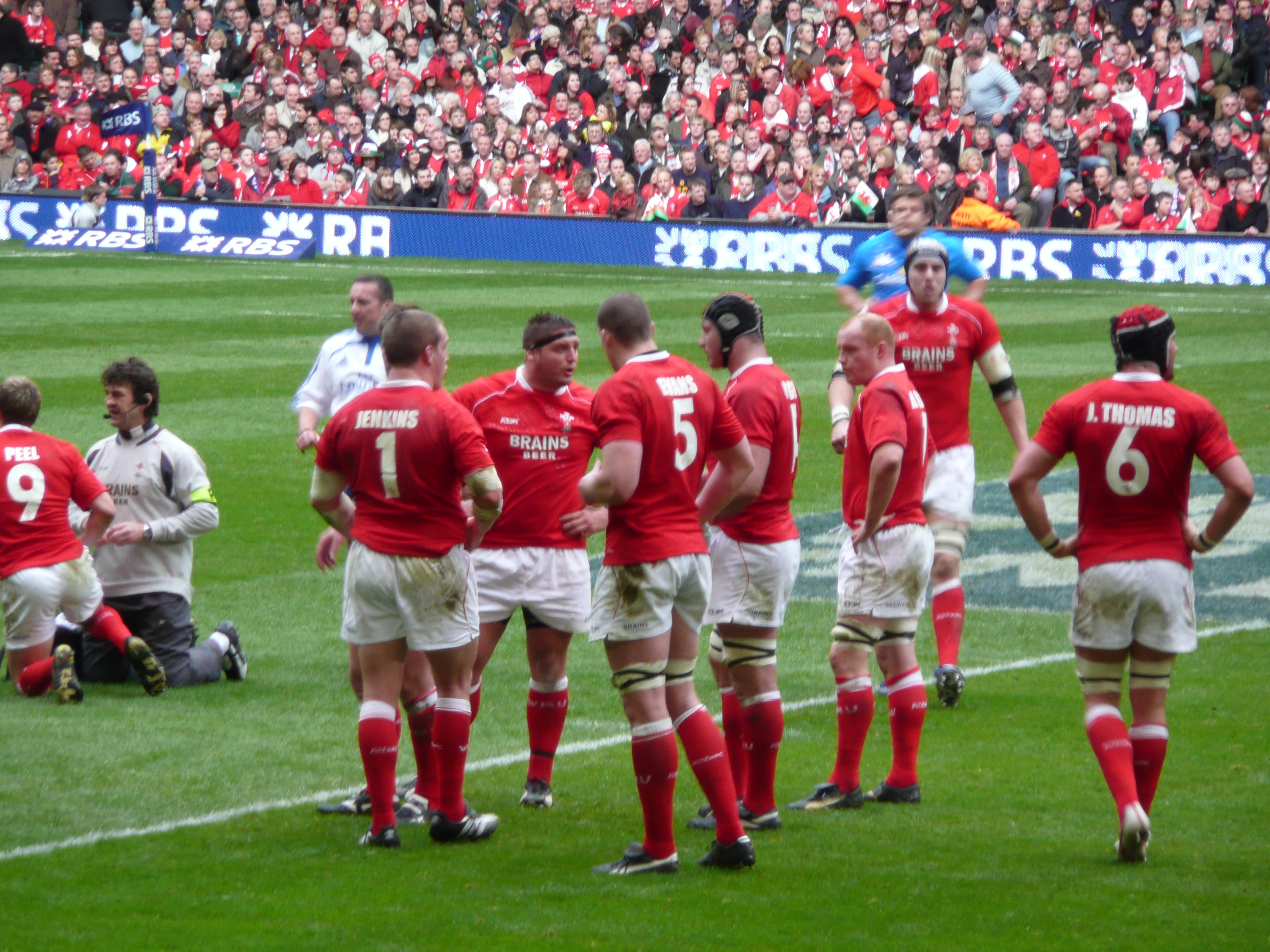
Wales beim Six Nations 2008 im Millennium Stadium

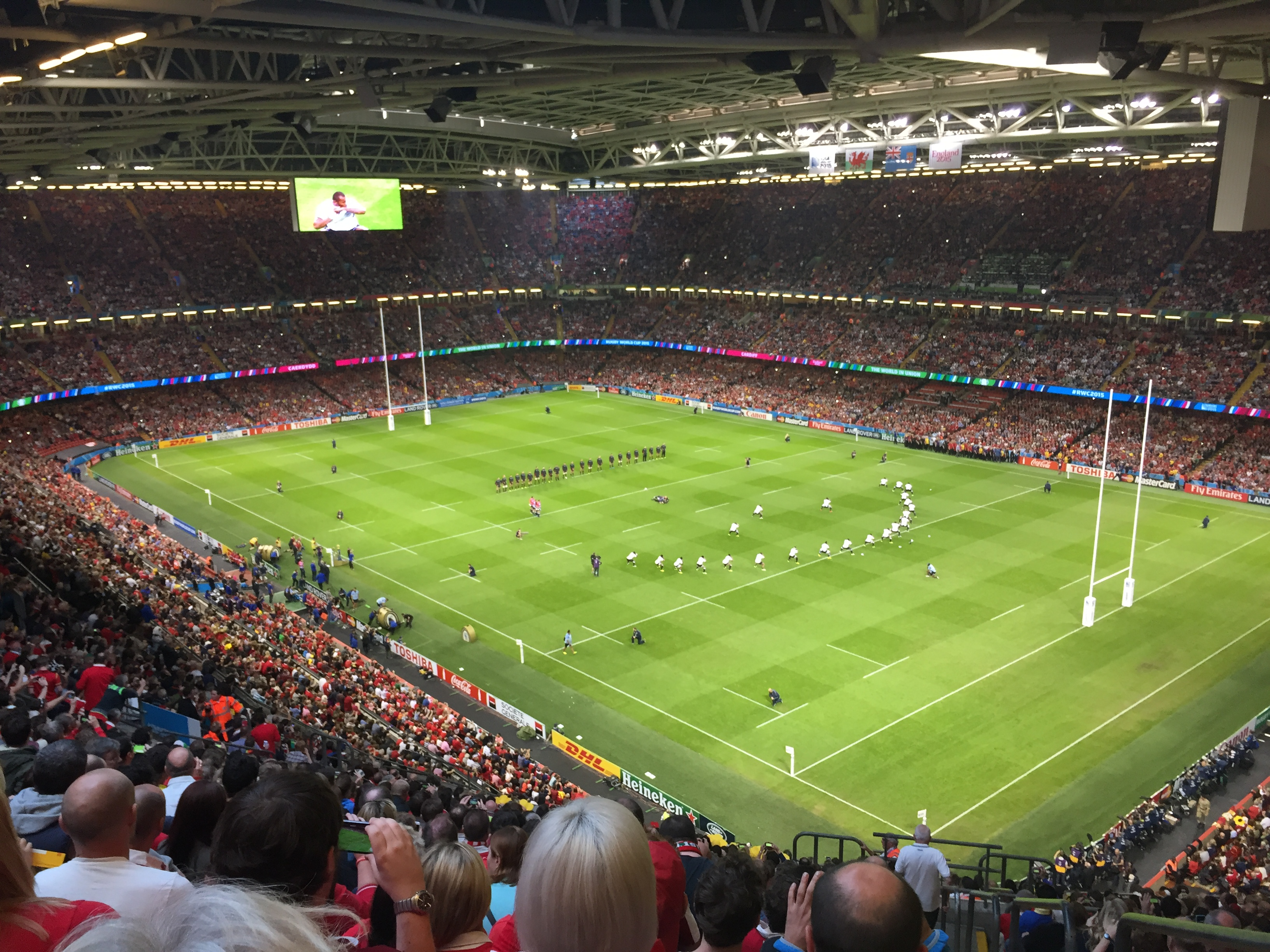
Vor dem Spiel gegen Fidschi bei der WM 2015

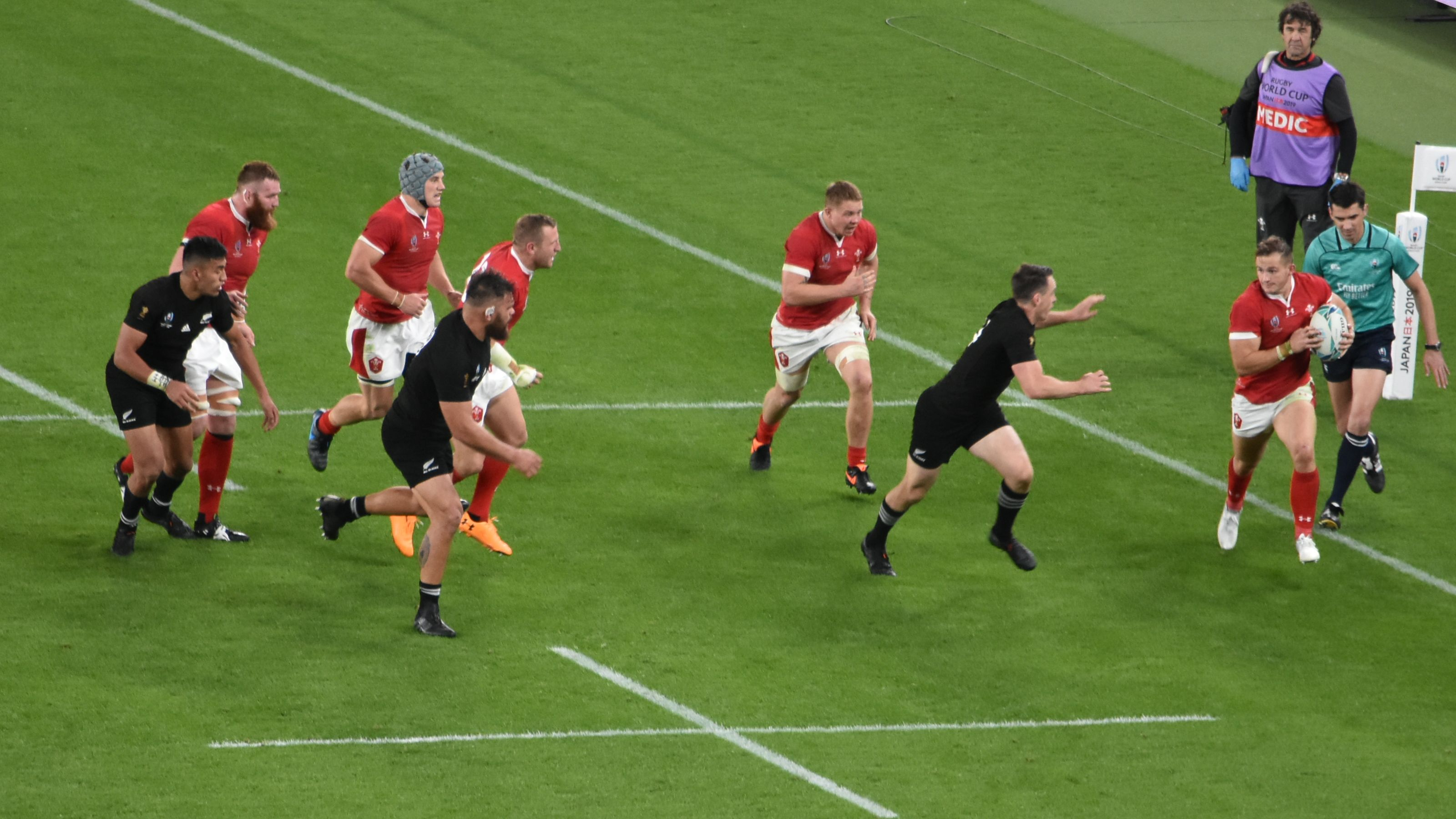
Neuseeland gegen Wales im Spiel um Platz 3 während der Weltmeisterschaft 2019

Unter dem neuen Nationaltrainer Mike Ruddock gewann Wales die Six Nations 2005 und somit den ersten Turniertitel seit 1994, hinzu kam der erste Grand Slam seit 1978. Ebenso sicherte sich Wales den ersten Sieg über England in Cardiff seit zwölf Jahren. Die Entscheidung um den Turniersieg fiel im letzten Spiel gegen Irland mit 32:20. Im selben Jahr, man feierte das 125-jährige Bestehen der WRU, erlitt Wales daheim eine Rekordniederlage gegen die All Blacks, als man mit 3:41 unterlag. In den elf Spielen des Jahres 2005 gab es dennoch nur zwei Niederlagen (die zweite war gegen Südafrika). Ruddock trat während des Six Nations 2006 als Nationaltrainer zurück und wurde durch Gareth Jenkins ersetzt. Im Rahmen der Mid-year Internationals 2006 ging erstmals eine Serie von Test Matches gegen die Argentinier verloren. Beim Six Nations 2007 unterlag Wales zum zweiten Mal Italien und vermied den „Wooden spoon“ nur mit einem Sieg über England im letzten Spiel.
Am 10. Mai 2007 kamen der walisische und der australische Verband überein, mit der Einführung des James Bevan Trophy den 100. Jahrestag des ersten Test Matches zwischen beiden Ländern zu begehen. Benannt ist die Trophäe nach dem in Australien geborenen und in Wales ausgebildeten ersten Mannschaftskapitän der Waliser. Australien entschied die erste Testserie um die James Bevan Trophy mit 2:0 Siegen für sich. Bei der anschließenden Weltmeisterschaft 2007 in Frankreich gewann Wales in der Vorrunde deutlich gegen Kanada und Japan, unterlag aber Australien mit 20:32. Ein Sieg über Fidschi in Nantes hätte für die Viertelfinalqualifikation gereicht, doch drei Minuten vor Spielende legten die Fidschianer den entscheidenden Versuch und gewannen mit 38:34. Wales verpasste somit abermals das angestrebte Minimalziel, das Erreichen der Finalrunde, worauf Nationaltrainer Jenkins entlassen wurde. An seine Stelle trat der Neuseeländer Warren Gatland.
Zu Beginn des Six Nations 2008 gelang Wales im ersten Spiel unter Gatland der erste Sieg über England in Twickenham seit 1988. Wales konnte alle weiteren Spiele des Turnieres gewinnen und holte damit auch den Grand Slam, den zehnten insgesamt. Im selben Jahr bezwang Wales Australien in Cardiff mit 21:18. Anschließend folgte jedoch eine sechs Jahre andauernde Serie von 23 Niederlagen gegen die Mannschaften Australiens, Neuseelands und Südafrikas. Ende 2008 ernannte das IRB Shane Williams zum „Spieler des Jahres“. Die Titelverteidigung beim Six Nations 2009 begann mit einem Sieg über Schottland, der Wales auf Platz vier in der Weltrangliste brachte, die höchste Platzierung der Waliser seit Einführung der Rangliste. Im darauf folgenden Spiel gewann das Team gegen England, der achte Sieg in Folge bei den Six Nations. Dies bedeutete zudem die Einstellung des Allzeitrekords bei diesem Turnier.
Zum Auftakt der Weltmeisterschaft 2011 in Neuseeland verlor Wales das erste Vorrundenspiel gegen Südafrika knapp mit 16:17. Die drei darauf folgenden Siege über Samoa, Namibia und Fidschi sicherten die Qualifikation für das Viertelfinale. Dieses gewannen die Waliser mit 22:10 gegen Irland, womit sie zum ersten Mal seit 1987 wieder im Halbfinale standen. Denkbar knapp, mit 8:9 gegen Frankreich, verpassten sie den Finaleinzug, nachdem Kapitän Sam Warburton mit einer roten Karte vom Platz gestellt worden war. Im Spiel um Platz 3 mussten sich die Waliser den Australiern mit 18:21 geschlagen geben. Vor der letzten Partie des Six Nations 2012 benötigte Wales noch einen Sieg für den Titelgewinn und den dritten Grand Slam innerhalb von acht Jahren, was mit einem 16:9-Erfolg auch gelang. Darauf folgte eine Serie von acht Niederlagen, die erst beim Six Nations 2013 beendet werden konnte. Zugleich gelang es den Walisern erstmals seit 1979, den Titel zu verteidigen. Bei den End-of-year Internationals 2014 unterlag Wales daheim in Cardiff gegen Australien 28:33, gleichbedeutend mit der zehnten aufeinanderfolgenden Niederlage gegen die Wallabies. Nur eine Woche später gelang hingegen der erste Sieg über Südafrika seit 1999.
Für die Weltmeisterschaft 2015 wurde Wales zusammen mit Australien und Gastgeber England in eine „Todesgruppe“ gelost. Nach dem Auftaktsieg gegen Uruguay konnte England knapp mit 28:25 geschlagen werden. Der anschließende Sieg gegen Fidschi sicherte die Viertelfinalqualifikation, woran auch eine Niederlage gegen die Australier nichts änderte. Im Viertelfinale schieden die Waliser mit 19:23 gegen Südafrika aus, nachdem sie zur Pause mit 13:12 geführt hatten. 2016 mussten die Waliser auswärts gegen Neuseeland drei Niederlagen in Folge hinnehmen, siegten aber in den Jahren 2016 bis 2018 gleich viermal hintereinander gegen Südafrika.
Beim Six Nations 2019 erzielte Wales den insgesamt zwölften Grand Slam, den vierten innerhalb von 14 Jahren. Nach einem Sieg über England in der Vorbereitung zur Weltmeisterschaft 2019 standen die Waliser am 19. August 2019 erstmals überhaupt auf Platz 1 der Weltrangliste und hielten diese Platzierung zwei Wochen lang. Während der Weltmeisterschaft in Japan entschieden sie alle vier Vorrundenspiele gegen Georgien, Australien, Fidschi und Uruguay für sich. Im Viertelfinale schalteten sie Frankreich mit 20:19 aus, unterlagen aber im Halbfinale den späteren Weltmeistern aus Südafrika mit 16:19. Im Spiel um Platz 3 verloren sie gegen Neuseeland.
Beim Six Nations 2021 gewann Wales seinen insgesamt 39. Titel mitsamt Triple Crown. Am 19. März 2022, dem letzten Spieltag der Six Nations 2022, erlitten die Walliser mit einem 21:22 ihre erste Heimniederlage gegen Italien. Während der Mid-year Internationals im selben Jahr verloren die Walliser ihre Auswärtsserie gegen Südafrika mit 1:2, obschon sie erstmals einen Auswärtssieg in Südafrika erringen konnten. Bei den anschließenden End-of-year Internationals unterlagen die Waliser erstmals daheim Georgien. Anfang Dezember 2022 wurde der Nationaltrainer Wayne Pivac entlassen und durch Warren Gatland ersetzt. Bei der Weltmeisterschaft 2023 in Frankreich gewannen die Waliser ihre Gruppe nach Siegen gegen Fidschi (32:26), Portugal (28:8), Australien (40:6) und Georgien (43:19), erlitten jedoch im Viertelfinale ihre erste Turnierniederlage gegen Argentinien (17:29). Beim Six Nations 2024 verloren die Walliser erstmals seit 2003 alle fünf Spiele und landeten auf dem letzten Platz.

## Trikot und Logo

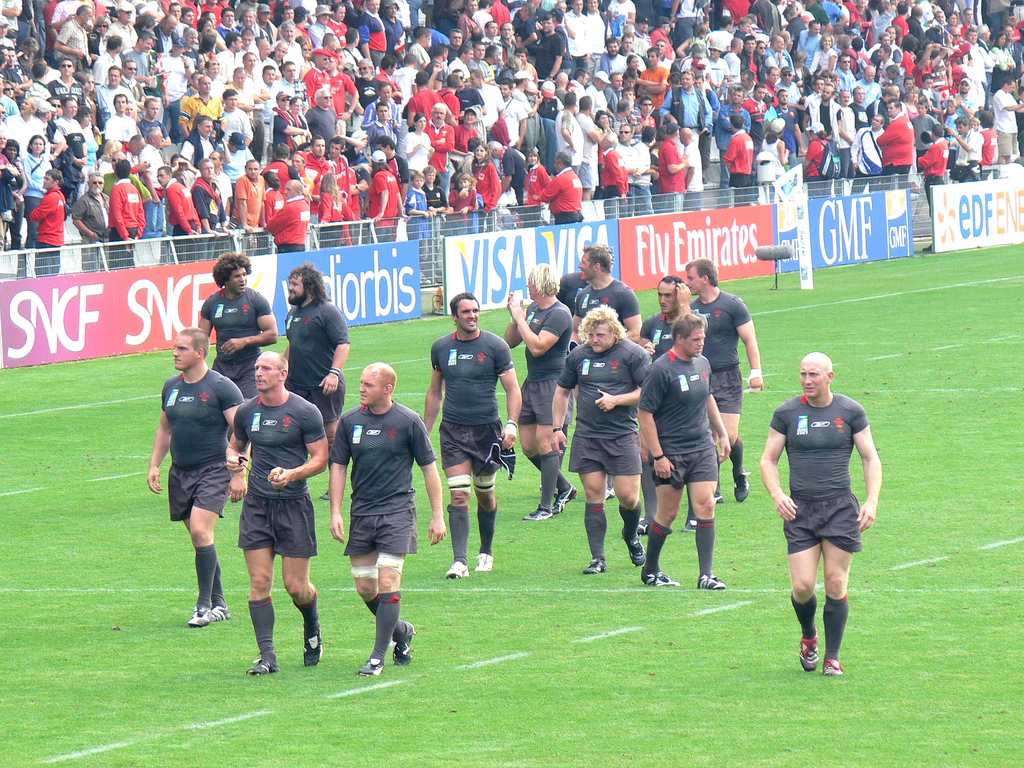
Wales im Auswärtstrikot bei der Weltmeisterschaft 2007

Badge des Prince of Wales

Wales spielt traditionell in scharlachroten Trikots mit weißen Hosen und roten Socken. Während der Saison 2015/16 enthielt das Trikot erstmals goldfarbene Teile. Auf dem Trikot ist die Badge des Prince of Wales aufgestickt. Die Straußenfedern im Badge wurden von der WRU im 19. Jahrhundert anstelle eines anderen walisischen Symboles, dem Lauch, ausgewählt, um die Loyalität gegenüber dem Vereinigten Königreich zu unterstreichen. 1991 ersetzte die WRU das ursprünglich generische Motiv durch ein mehr stilisiertes, um das Logo markenrechtlich schützen lassen zu können. Das ursprüngliche Motto unter den Straußenfedern lautete Ich dien, wurde im neuen Entwurf jedoch durch die Initialen „WRU“ ersetzt.
Wales bestreitet seine Auswärtsspiele traditionell in einem grünen Trikot mit weißen Hosen und grünen Socken, in der Vergangenheit kamen jedoch auch andere Trikotfarben zur Anwendung. Frühere Auswärtstrikots verwendeten auch Farben wie schwarz, dunkelblau, weiß, gelb und grau. 2005 spielte Wales als Teil der Feierlichkeiten zum 125. Jubiläum der WRU in schwarzen Trikots. Das Trikot wurde während den Test Matches gegen Fidschi und Australien getragen; das Spiel gegen die Wallabies war das erste gegen einen traditionellen Gegner, in dem Wales nicht in roten Trikots antrat. Seit den End-of-year Internationals 2008 wurde das Trikot von Under Armour hergestellt. Damals löste dieses Unternehmen Reebok ab, die das Trikot zwischen Ende 1996 und Ende 2008 herstellten. Als Trikotsponsoren traten in der Vergangenheit die Brains Brewery, die Admiral Group und Isuzu in Erscheinung. Bei Weltmeisterschaften darf auf den Trikots kein Sponsor erscheinen – nur das Logo der Nationalmannschaft, das Turnierlogo und das Logo des Trikotherstellers sind zugelassen. 2020 wurde Macron neuer Trikotausrüster.

## Trikotausrüster und -sponsoren
Seit den 1970er Jahren traten die folgenden Trikotausrüster und -sponsoren in Erscheinung:
| Zeitraum          | Ausrüster      | Sponsor                                    |
| ----------------- | -------------- | ------------------------------------------ |
| 1970er-Jahre–1991 | Umbro          | –                                          |
| 1991–1996         | Cotton Traders | –                                          |
| 1997–2000         | Reebok         | –                                          |
| 2000–2002         | Reebok         | Redstone Telecom                           |
| 2002–2004         | Reebok         | Rockport                                   |
| 2004–2008         | Reebok         | Brains Brewery                             |
| 2008–2010         | Under Armour   | Brains Brewery                             |
| 2010–2017         | Under Armour   | Admiral                                    |
| 2017–2020         | Under Armour   | Isuzu (Heimtrikot) Subaru (Auswärtstrikot) |
| 2020–2021         | Macron         | Isuzu (Heimtrikot) Subaru (Auswärtstrikot) |
| 2021–2023         | Macron         | Cazoo                                      |
| seit 2023         | Macron         | Vodafone                                   |

## Stadien

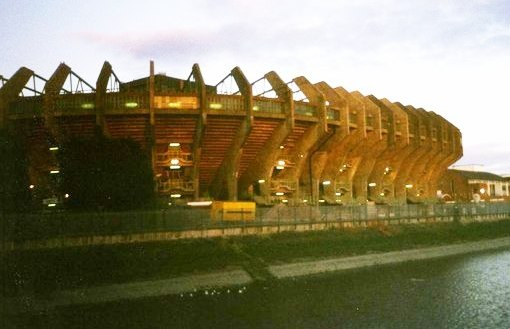
Cardiff Arms Park, ehemaliges Heimstadion des Nationalteams

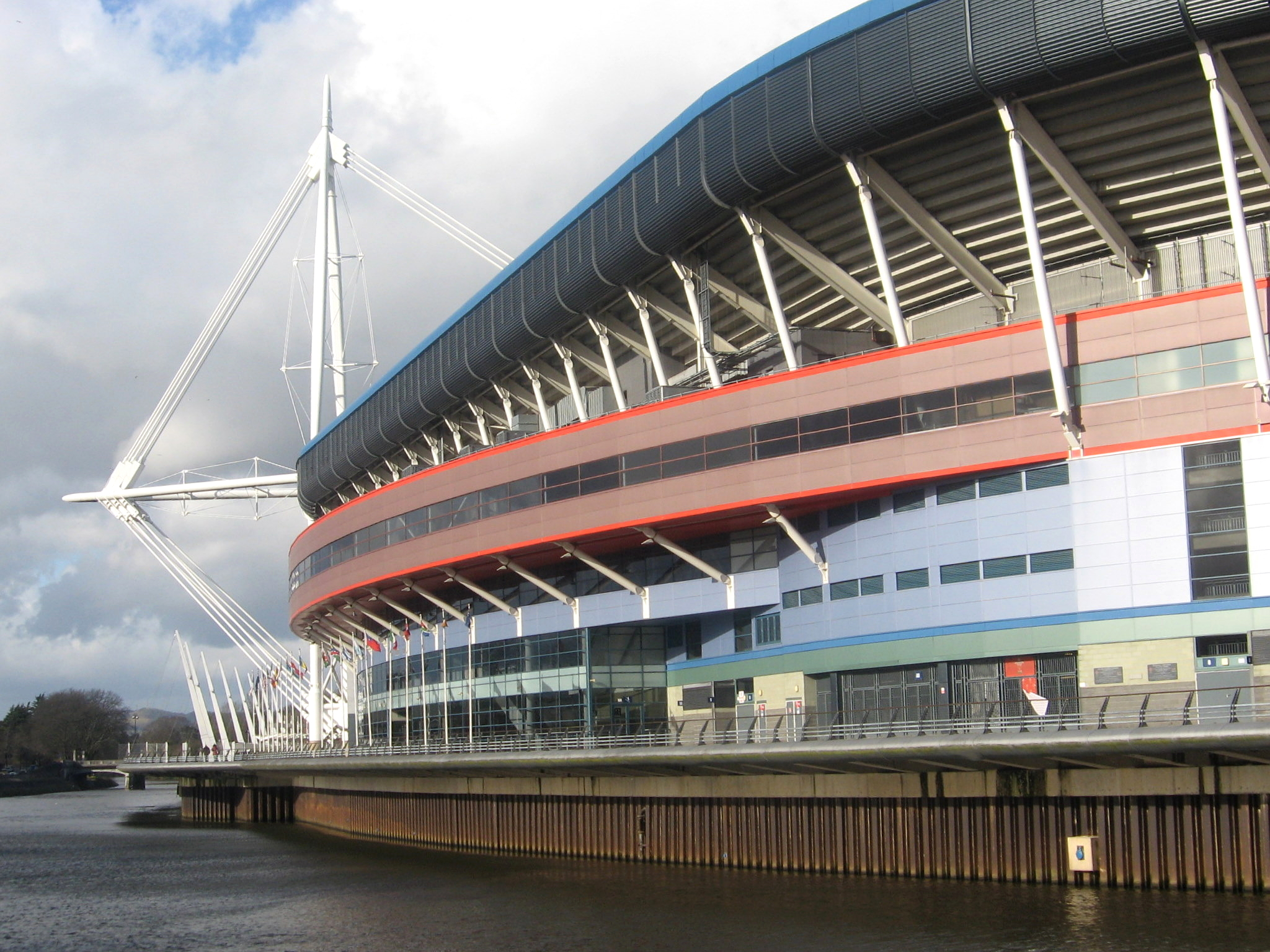
Millennium Stadium in Cardiff

Wales bestritt sein erstes Test Match 1882 auf dem St Helen’s Rugby and Cricket Ground in Swansea. In den 1880er und 1890er Jahren wechselten sich Cardiff, Swansea, Newport und Llanelli als Spielorte ab. Seit 1955 finden die Heimspiele fast ausschließlich in Cardiff statt. 1881 entstand dort im Cardiff Arms Park die erste Zuschauertribüne und die Kapazität wurde im folgenden Jahrzehnt weiter erhöht. Die Zuschauerzahlen nahmen weiter zu und 1902 wohnte eine Rekordmenge von 40.000 Zuschauern dem Spiel gegen Schottland bei. 1911 verlängerten die Eigentümer des Arms Parks, die Familie des Marquess of Bute, das Verbleiberecht der walisischen Nationalmannschaft und in den 1920er und 1930er Jahren erhielt der Verband mehr und mehr Kontrolle zugesprochen.
Für die Saison 1933/34 ließ der Verband eine neue Zuschauertribüne errichten, was die Kapazität des Cardiff Arms Park auf 56.000 erhöhte. 1958 kam die WRU zum Entschluss, dass ein neues Nationalstadion erforderlich sei, da der Cardiff Arms Park häufig von Überschwemmungen des River Taff betroffen war. Nach Debatten und Streitigkeiten zwischen der WRU und mehreren anderen Parteien, einschließlich dem Verein Cardiff RFC, entstand ein neues Nationalstadion auf einem Baugrund unmittelbar neben dem Cardiff Arms Park. Das 1970 eröffnete National Stadium hieß inoffiziell weiterhin so.
Seit 1999 bestreitet Wales seine Heimspiele im Millennium Stadium in Cardiff, das mit einer Kapazität von 73.931 auch das größte Fußballstadion des Landes ist. Die Planungen begannen 1994, als ein Sanierungsausschuss befand, dass das National Stadium veraltet war. Neue Gesetze erforderten außerdem, dass alle Stadien standfest sein müssen, was beim alten Bauwerk nicht zutraf. Der Bau des neuen Stadions begann im September 1997 und war im Juni 1999, pünktlich zur Weltmeisterschaft, abgeschlossen. Die Baukosten betrugen 126 Millionen Pfund, wofür zum größten Teil private Investoren aufkamen. Während der Bauarbeiten wich die Nationalmannschaft für ihre Heimspiele auf das Wembley-Stadion in London aus. Das Millennium Stadium ist im Besitz des Unternehmens Millennium Stadium plc, einer Tochtergesellschaft der WRU. Das erste Spiel fand am 26. Juni 1999 statt, als die Waliser zum ersten Mal überhaupt die südafrikanischen Springboks schlugen.

## Test Matches

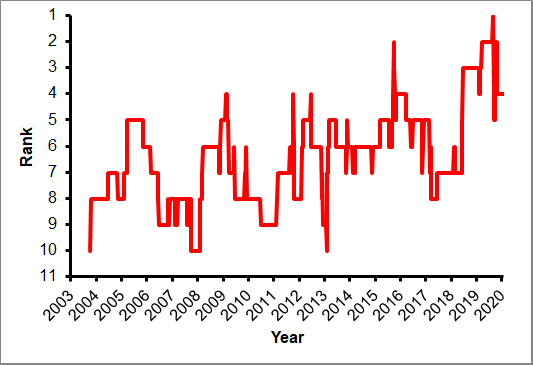
Wales auf der Weltrangliste von World Rugby seit dem 10. Oktober 2003

Wales hat 404 seiner bisher 797 Test Matches gewonnen, was einer Gewinnquote von 50,69 % entspricht. Wales’ Statistik der Test Matches gegen alle Nationen, alphabetisch geordnet, ist wie folgt (Stand: 14. August 2025):
| Land                | Spiele | Gewonnen | Unent- schieden | Verloren | % Siege |
| ------------------- | ------ | -------- | --------------- | -------- | ------- |
| Argentinien         | 22     | 14       | 1               | 7        | 63,63   |
| Australien          | 49     | 14       | 1               | 34       | 28,57   |
| Barbarians          | 4      | 2        | 0               | 2        | 50,00   |
| England             | 143    | 61       | 12              | 70       | 42,66   |
| Fidschi             | 15     | 12       | 1               | 2        | 80,00   |
| Frankreich          | 105    | 51       | 3               | 51       | 48,57   |
| Georgien            | 5      | 4        | 0               | 1        | 80,00   |
| Irland              | 136    | 69       | 7               | 60       | 50,74   |
| Italien             | 34     | 28       | 1               | 5        | 82,36   |
| Japan               | 12     | 10       | 0               | 2        | 83,33   |
| Kanada              | 13     | 12       | 0               | 1        | 92,31   |
| Namibia             | 4      | 4        | 0               | 0        | 100,00  |
| Neuseeland          | 37     | 3        | 0               | 34       | 8,11    |
| New Zealand Natives | 1      | 1        | 0               | 0        | 100,00  |
| Pacific Islanders   | 1      | 1        | 0               | 0        | 100,00  |
| Portugal            | 2      | 2        | 0               | 0        | 100,00  |
| Rumänien            | 8      | 6        | 0               | 2        | 75,00   |
| Samoa               | 10     | 6        | 0               | 4        | 60,00   |
| Schottland          | 131    | 75       | 3               | 53       | 57,25   |
| Simbabwe            | 3      | 3        | 0               | 0        | 100,00  |
| Spanien             | 1      | 1        | 0               | 0        | 100,00  |
| Südafrika           | 43     | 7        | 1               | 35       | 16,28   |
| Tonga               | 9      | 9        | 0               | 0        | 100,00  |
| Uruguay             | 2      | 2        | 0               | 0        | 100,00  |
| Vereinigte Staaten  | 7      | 7        | 0               | 0        | 100,00  |
| Gesamt              | 797    | 404      | 30              | 363      | 50,69   |

Nicht inbegriffen sind Spiele gegen diverse Auswahlmannschaften im Rahmen der Überseetouren der Amateur-Ära sowie die von der Welsh Rugby Union (WRU) nicht offiziell anerkannten Begegnungen mit Nichtmitgliedern, denen lange Zeit nicht der volle Status als Test Matches zugestanden wurde – auch rückwirkend nicht. Während die Spiele im Rahmen der Victory Internationals nicht als Test Matches gelten, erkennt die WRU die damals eingesetzten Spieler als Nationalspieler an.

## Rivalitäten mit anderen Nationalmannschaften
Wales pflegt insbesondere gegen das benachbarte England eine große Rivalität. Wales und England bestritten bisher 143 Test Matches, wovon Wales 61 und England 70 gewann, die anderen zwölf Spiele endeten unentschieden. Bei Weltmeisterschaften spielten beide Mannschaften bisher dreimal gegeneinander, wobei England eines gewann und Wales zwei, zuletzt 2015. Was Six-Nations-Titel betrifft ist Wales zusammen mit England die erfolgreichste Nation mit jeweils 39 Titeln.
Wie die anderen etablierten Rugbynationen der nördlichen Hemisphäre pflegt auch Wales eine Rivalität mit den „großen“ Nationalmannschaften der südlichen Hemisphäre. So traf Wales bisher viermal bei Weltmeisterschaften auf die All Blacks, verlor jedoch alle Spiele (Halbfinale 1987, Gruppenspiel 1995, Gruppenspiel 2003 und Spiel um Platz drei 2019). Gegen die Springboks ist die Bilanz bei Weltmeisterschaften ebenfalls negativ: Alle drei Spiele bisher gingen verloren (Gruppenspiel 2011, Viertelfinale 2015 und Halbfinale 2019). Ausgeglichener ist die Bilanz gegen die Wallabies: von acht Spielen gewann man drei (Spiel um Platz drei 1987, Gruppenspiel 2019 und Gruppenspiel 2023).

## Erfolge

### Weltmeisterschaften

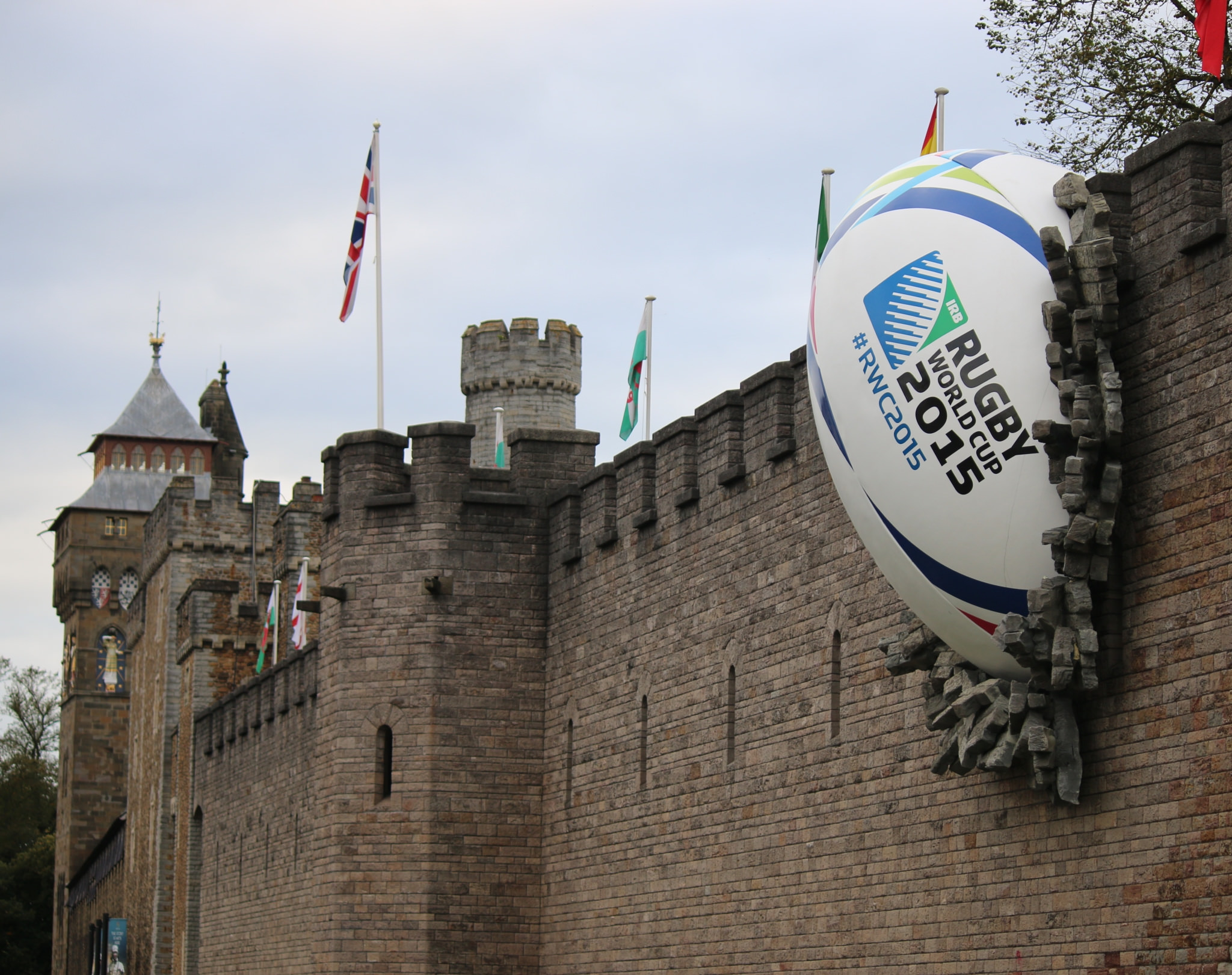
Ein großer Rugbyball, Match XV – der offizielle Rugbyball der Weltmeisterschaft 2015 – am Vorabend der Weltmeisterschaft beim Cardiff Castle

Wales hat bisher an jeder Rugby-Union-Weltmeisterschaft teilgenommen und erreichte bei drei Turnieren das Halbfinale, verlor jedoch jeweils gegen Neuseeland (1987), Frankreich (2011) und Südafrika (2019). Damit ist Wales eine der erfolgreichsten Rugby-Mannschaften der Nordhemisphäre. Direkt bei der ersten Weltmeisterschaft 1987, die in Australien und Neuseeland ausgetragen wurde, drang Wales bis ins Halbfinale vor, unterlag jedoch deutlich gegen Neuseeland, bezwang aber im Spiel um Platz 3 knapp Australien, das bisher beste Abschneiden für Wales. Bei der zweiten Weltmeisterschaft 1991, die in den damaligen Five Nations ausgetragen wurde, kam Wales nach zwei Niederlagen nicht über die Gruppenphase hinaus. Dasselbe Ergebnis erreichte Wales 1995, ebenfalls nach zwei Niederlagen in der Gruppenphase. Bei der Weltmeisterschaft 1999, die ebenfalls in den damaligen Five Nations mit Wales als nominalen Gastgeber ausgetragen wurde, schaffte es Wales aus der Gruppenphase ins Viertelfinale, unterlag jedoch gegen den späteren Weltmeister Australien. 2003 wiederholte Wales diesen Turnierverlauf, nachdem man im Viertelfinale gegen den späteren Weltmeister England verlor. 2007 scheiterte Wales nach zwei Siegen und zwei Niederlagen an der Qualifikation für das Viertelfinale. 2011 schaffte es Wales bis ins Halbfinale, unterlag jedoch knapp gegen Frankreich und unterlag im anschließenden Spiel um Platz 3 gegen Australien. Bei der Weltmeisterschaft 2015, die Wales und England gemeinsam austrugen, drang Wales auf Kosten Englands ins Viertelfinale vor, unterlag jedoch gegen Südafrika. Bei der Weltmeisterschaft 2019 gewann Wales alle Gruppenspiele, bezwang Frankreich knapp im Viertelfinale, verlor jedoch im Halbfinale gegen den späteren Weltmeister Südafrika. Danach verlor man das Spiel um Platz 3 gegen Neuseeland deutlich. Bei der Weltmeisterschaft 2023 gewann Wales wieder alle Gruppenspiele, unterlag im Viertelfinale jedoch erstmals Argentinien.
| Jahr | Resultat        | Spiele          | Siege           | Unent.          | Ndlg.           | +/-             | Punkte          |
| ---- | --------------- | --------------- | --------------- | --------------- | --------------- | --------------- | --------------- |
| 1987 | 3. Platz        | 6               | 5               | 0               | 1               | 126:104         | 6               |
| 1991 | Vorrunde        | 3               | 1               | 0               | 2               | 32:61           | 5               |
| 1995 | Vorrunde        | 3               | 1               | 0               | 2               | 89:68           | 2               |
| 1999 | Viertelfinale   | 4               | 2               | 0               | 2               | 127:95          | 4               |
| 2003 | Viertelfinale   | 5               | 3               | 0               | 2               | 149:126         | 14              |
| 2007 | Vorrunde        | 4               | 2               | 0               | 2               | 168:105         | 12              |
| 2011 | 4. Platz        | 7               | 4               | 0               | 3               | 228:74          | 15              |
| 2015 | Viertelfinale   | 5               | 3               | 0               | 2               | 130:85          | 13              |
| 2019 | 4. Platz        | 7               | 5               | 0               | 2               | 189:147         | 19              |
| 2023 | Viertelfinale   | 5               | 4               | 0               | 1               | 160:88          | 19              |
| 2027 | qualifiziert    | qualifiziert    | qualifiziert    | qualifiziert    | qualifiziert    | qualifiziert    | qualifiziert    |
| 2031 | noch ausstehend | noch ausstehend | noch ausstehend | noch ausstehend | noch ausstehend | noch ausstehend | noch ausstehend |

### Home Nations / Five Nations / Six Nations
Wales’ einziges jährliches Turnier sind die Six Nations, wo man gegen fünf andere europäische Mannschaften antritt: England, Frankreich, Irland, Italien und Schottland. Die Six Nations begannen 1883 als Home Nations Championship zwischen den vier Ländern des Vereinigten Königreiches. Wales gewann seinen ersten Titel 1893, und dies gleich mit einer Triple Crown. Bisher gewann Wales 28 Titel, dazu kamen elf geteilte Siege. Die längste Serie ohne Titel erstreckte sich über elf Jahre (1994–2005). Wales gewann seinen ersten Grand Slam 1908 – obwohl Frankreich erst 1910 Teil der Five Nations wurde – und den ersten Six-Nations-Grand-Slam 2005. Den letzten Six-Nations-Titel mitsamt Triple Crown gewann Wales 2021. Seit 2018 spielt Wales während den Six Nations den Doddie Weir Cup gegen Schottland aus.
- 28 alleinige Siege (1893, 1900, 1902, 1905, 1908, 1909, 1911, 1922, 1931, 1936, 1950, 1952, 1956, 1965, 1966, 1969, 1971, 1975, 1976, 1978, 1979, 1994, 2005, 2008, 2012, 2013, 2019, 2021)
- 11 geteilte Siege (1906, 1920, 1932, 1939, 1947, 1954, 1955, 1964, 1970, 1973, 1988)
- 12 Grand Slams (1908, 1909, 1911, 1950, 1952, 1971, 1976, 1978, 2005, 2008, 2012, 2019)
- 22 Triple Crowns (1893, 1900, 1902, 1905, 1908, 1909, 1911, 1950, 1952, 1965, 1969, 1971, 1976, 1977, 1978, 1979, 1988, 2005, 2008, 2012, 2019, 2021)

### Weitere Test Matches
Während der Amateur-Ära tourte Wales zum Teil monatelang ins Ausland, um gegen andere Nationalteams sowie gegen Regionalauswahlen und Vereinsmannschaften anzutreten. Ebenso empfing man in Wales tourende Nationalteams.
Die Touren nach alter Tradition kamen um das Jahr 2000 zum Erliegen. Heute stehen für Test Matches gegen Teams der südlichen Hemisphäre jedes Jahr zwei Zeitfenster zur Verfügung. Bei den Mid-year Internationals im Juni reist Wales in die Südhemisphäre, bei den End-of-year Internationals im November empfängt man Mannschaften aus der Südhemisphäre in Wales. Dabei spielt Wales seit 2007 gegen Australien um die James Bevan Trophy (gestiftet zum 100. Jubiläum von Test Matches zwischen beiden Ländern und benannt nach James Bevan) und gegen Südafrika um den Prince William Cup (benannt nach William, Duke of Cambridge).

## Spieler

### Aktueller Kader
Die folgenden Spieler bildeten den Kader während der Six Nations 2025:
| Spieler         | Position         | Mannschaft | Länderspiele |
| --------------- | ---------------- | ---------- | ------------ |
| Ellis Bevan     | Gedrängehalb     | Cardiff    | 006          |
| Rhodri Williams | Gedrängehalb     | Dragons    | 005          |
| Tomos Williams  | Gedrängehalb     | Gloucester | 059          |
| Dan Edwards     | Verbinder        | Ospreys    | 000          |
| Ben Thomas      | Verbinder        | Cardiff    | 007          |
| Eddie James     | Innendreiviertel | Scarlets   | 003          |
| Joe Roberts     | Innendreiviertel | Scarlets   | 002          |
| Nick Tompkins   | Innendreiviertel | Saracens   | 038          |
| Owen Watkin     | Innendreiviertel | Ospreys    | 042          |
| Josh Adams      | Außendreiviertel | Cardiff    | 059          |
| Josh Hathaway   | Außendreiviertel | Gloucester | 002          |
| Ellis Mee       | Außendreiviertel | Scarlets   | 000          |
| Blair Murray    | Außendreiviertel | Scarlets   | 003          |
| Tom Rogers      | Schlussmann      | Scarlets   | 005          |
| Liam Williams   | Schlussmann      | Saracens   | 092          |

| Spieler          | Position             | Mannschaft       | Länderspiele |
| ---------------- | -------------------- | ---------------- | ------------ |
| Elliot Dee       | Hakler               | Dragons          | 051          |
| Evan Lloyd       | Hakler               | Cardiff          | 005          |
| Sam Parry        | Hakler               | Ospreys          | 007          |
| Kieron Assiratti | Pfeiler              | Cardiff          | 010          |
| WillGriff John   | Pfeiler              | Sale Sharks      | 002          |
| Kemsley Mathias  | Pfeiler              | Scarlets         | 005          |
| Nicky Smith      | Pfeiler              | Leicester Tigers | 049          |
| Gareth Thomas    | Pfeiler              | Ospreys          | 035          |
| Henry Thomas     | Pfeiler              | Scarlets         | 004          |
| Dafydd Jenkins   | Zweite-Reihe-Stürmer | Exeter Chiefs    | 019          |
| Will Rowlands    | Zweite-Reihe-Stürmer | Racing 92        | 036          |
| Freddie Thomas   | Zweite-Reihe-Stürmer | Gloucester       | 001          |
| Christ Tshiunza  | Zweite-Reihe-Stürmer | Exeter Chiefs    | 015          |
| Teddy Williams   | Zweite-Reihe-Stürmer | Cardiff          | 002          |
| James Botham     | Flügelstürmer        | Cardiff          | 016          |
| Taulupe Faletau  | Flügelstürmer        | Cardiff          | 104          |
| Jac Morgan       | Flügelstürmer        | Ospreys          | 017          |
| Tommy Reffell    | Flügelstürmer        | Leicester Tigers | 023          |
| Aaron Wainwright | Flügelstürmer        | Dragons          | 052          |

### Bekannte Spieler

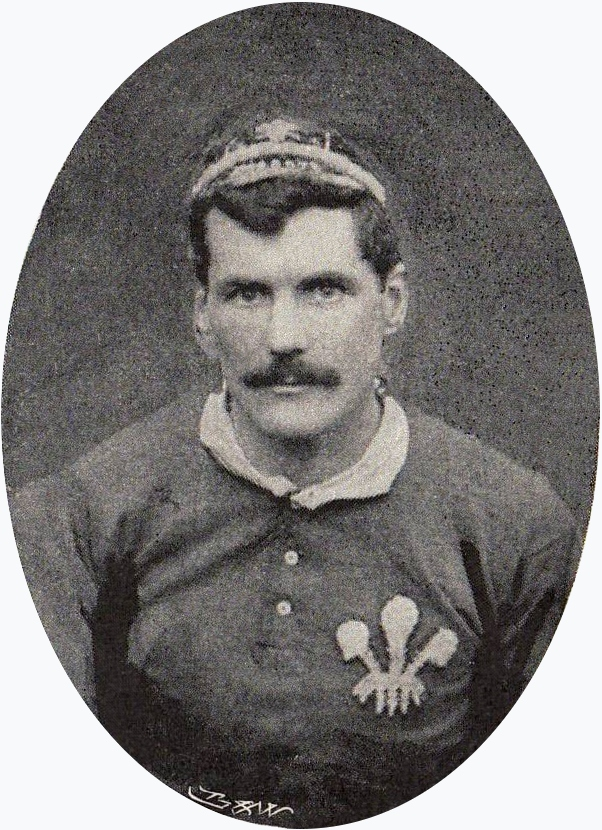
Arthur Gould (1897)

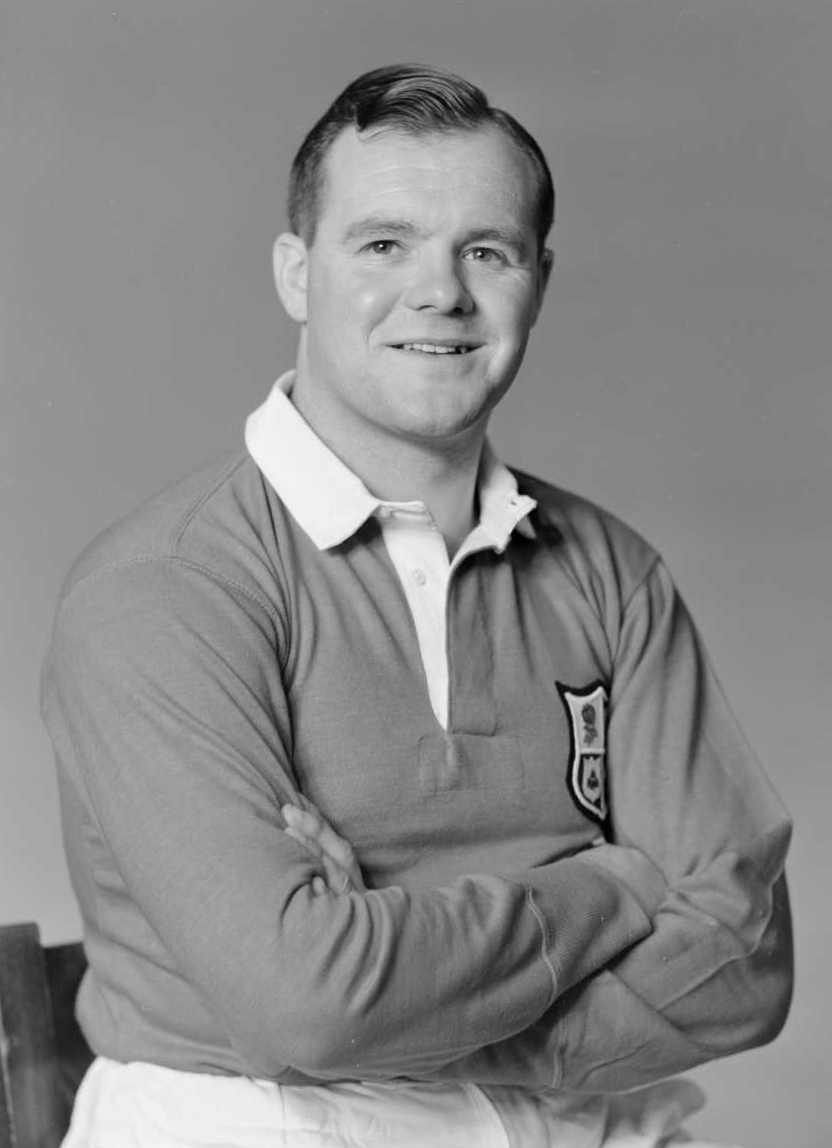
Jack Matthews (1950)

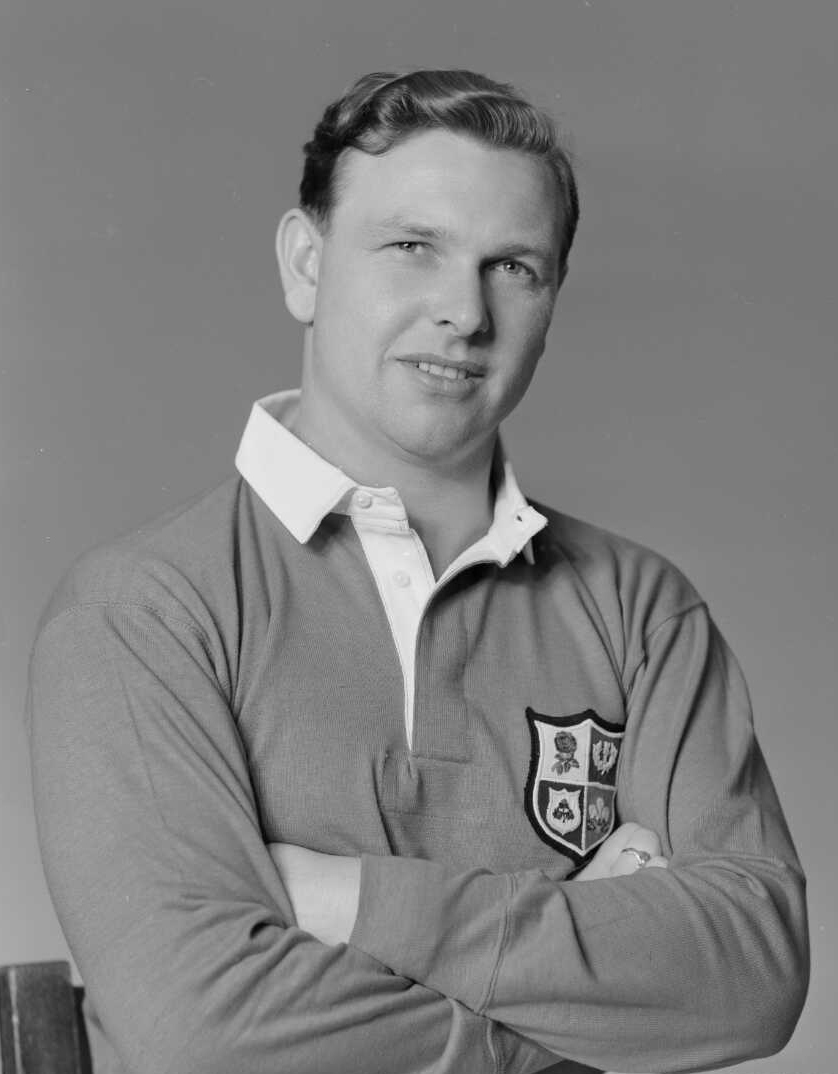
Bleddyn Williams (1950)

18 ehemalige walisische Spieler wurden aufgrund ihrer herausragenden Leistungen in die World Rugby Hall of Fame aufgenommen:
| Spieler           | Position                           | Aufnahme |
| ----------------- | ---------------------------------- | -------- |
| Gareth Edwards    | Gedrängehalb                       | 2007     |
| Cliff Morgan      | Verbinder                          | 2009     |
| Frank Hancock     | Innendreiviertel                   | 2010     |
| Jack Matthews     | Innendreiviertel                   | 2013     |
| Bleddyn Williams  | Innendreiviertel                   | 2013     |
| Keith Rowlands    | Zweite-Reihe-Stürmer               | 2014     |
| J. P. R. Williams | Schlussmann, Flügelstürmer         | 2014     |
| Ieuan Evans       | Außendreiviertel                   | 2014     |
| Barry John        | Verbindungshalb                    | 2015     |
| Carwyn James      | Verbinder                          | 2015     |
| Gerald Davies     | Außendreiviertel, Innendreiviertel | 2015     |
| Gwyn Nicholls     | Innendreiviertel                   | 2015     |
| Mervyn Davies     | Nummer Acht                        | 2015     |
| Phil Bennett      | Verbinder                          | 2015     |
| Johnny Williams   | Außendreiviertel                   | 2015     |
| John Dawes        | Innendreiviertel                   | 2016     |
| Arthur Gould      | Schlussmann                        | 2016     |
| Shane Williams    | Außendreiviertel                   | 2016     |

Ebenfalls in die Hall of Fame aufgenommen wurde der Cardiff RFC (für seinen Einfluss auf den Sport). World Rugby zeichnete einen walisischen Spieler als Spieler des Jahres aus: Shane Williams (2008).

### Spielerstatistiken

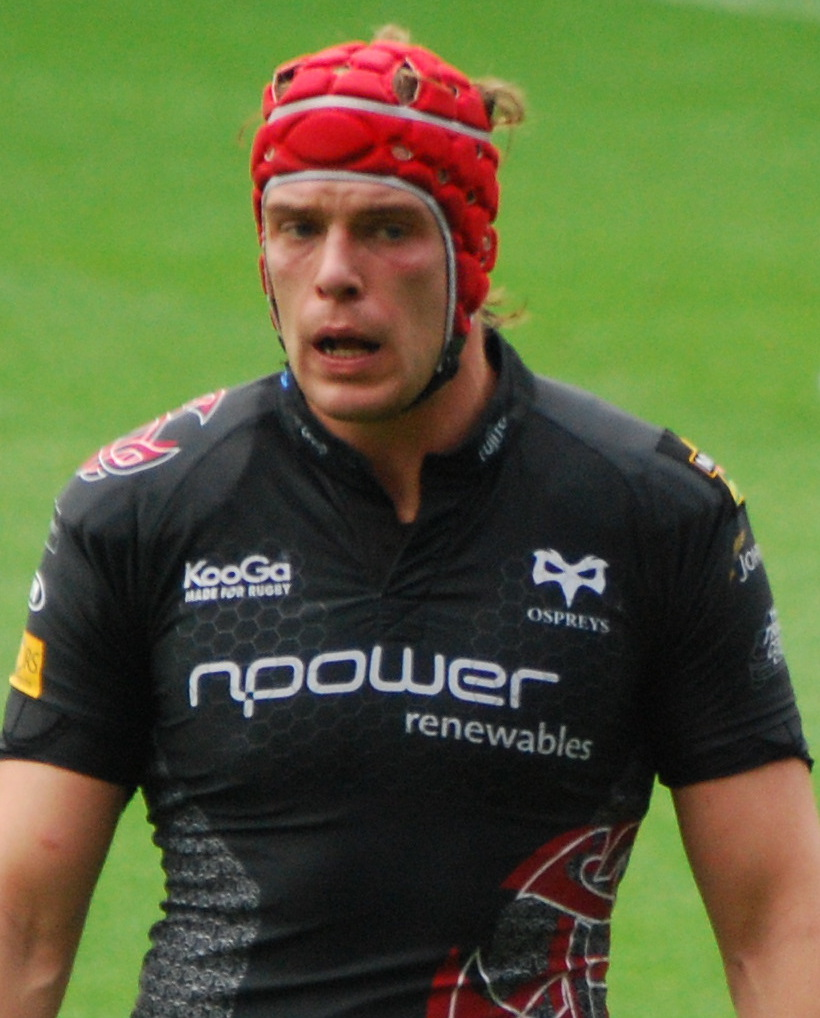
Alun Wyn Jones (2008)

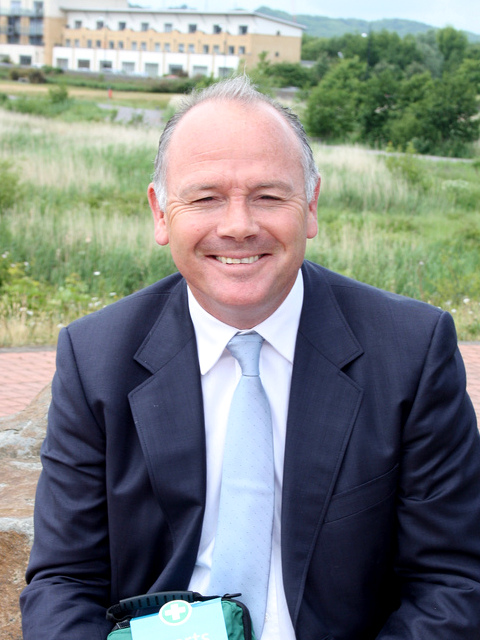
Ieuan Evans (2010)

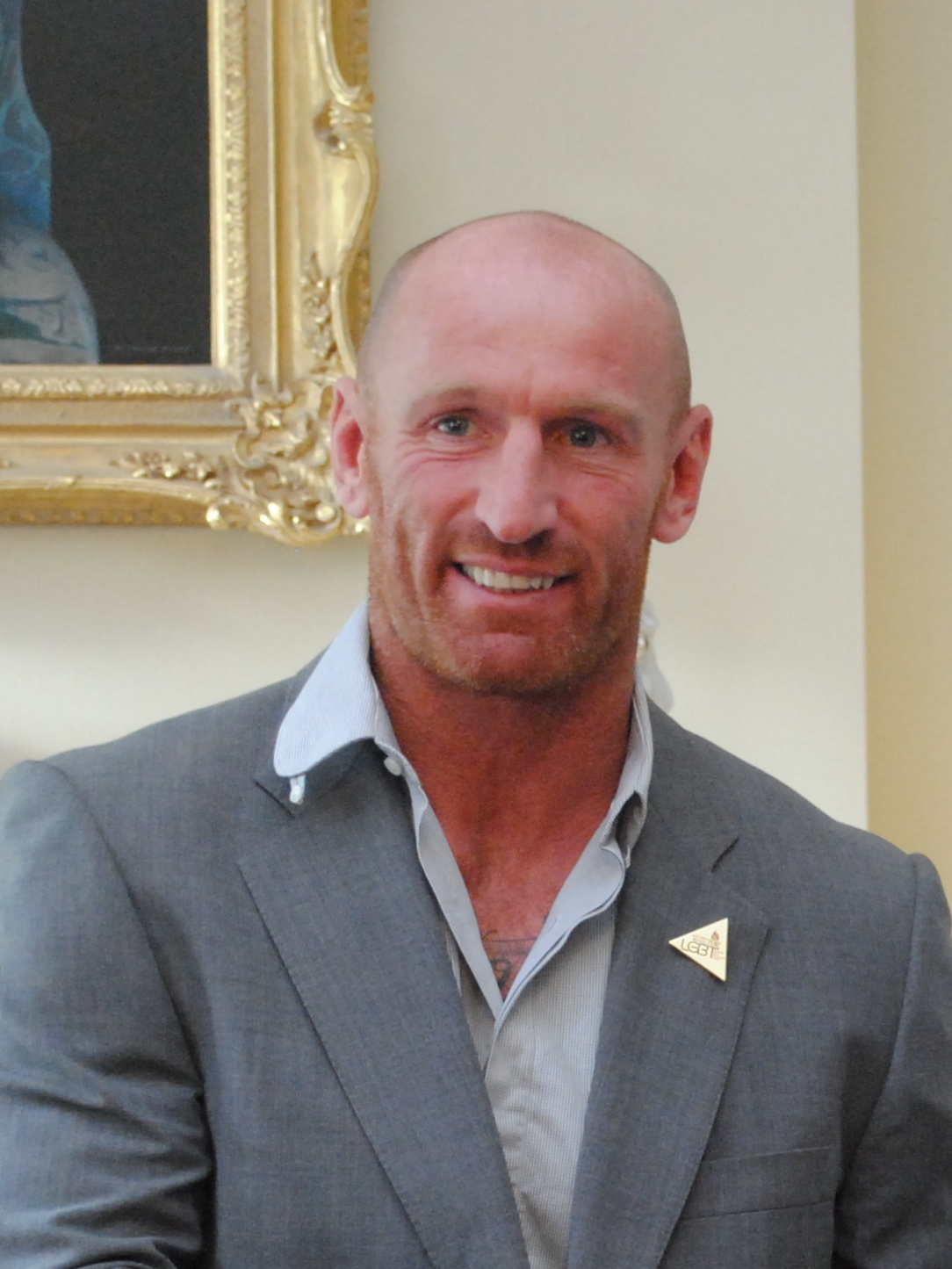
Gareth Thomas (2011)

Nachfolgend sind die wichtigsten Statistiken aufgelistet, die Spieler Wales’ betreffen. Die mit * markierten Spieler sind noch aktiv und können sich weiter verbessern.
(Stand: März 2025)
| Rang | Name              | Zeitraum  | Spiele |
| ---- | ----------------- | --------- | ------ |
| 01   | Alun Wyn Jones    | 2006–2023 | 158    |
| 02   | Gethin Jenkins    | 2002–2016 | 129    |
| 03   | George North      | 2010–2024 | 121    |
| 04   | Dan Biggar        | 2008–2023 | 112    |
| 05   | Taulupe Faletau * | 2011–2025 | 108    |
| 06   | Stephen Jones     | 1998–2011 | 104    |
| 07   | Leigh Halfpenny   | 2008–2023 | 101    |
| 08   | Gareth Thomas     | 1995–2007 | 100    |
| 09   | Martyn Williams   | 1996–2012 | 100    |
| 10   | Jonathan Davies   | 2009–2022 | 096    |

| Rang | Name               | Zeitraum  | Spiele |
| ---- | ------------------ | --------- | ------ |
| 01   | Sam Warburton      | 2011–2016 | 49     |
| 02   | Alun Wyn Jones     | 2009–2023 | 48     |
| 03   | Ryan Jones         | 2008–2013 | 33     |
| 04   | Ieuan Evans        | 1991–1995 | 28     |
| 05   | Colin Charvis      | 2002–2004 | 22     |
| 06   | Rob Howley         | 1998–1999 | 22     |
| 07   | Gareth Thomas      | 2003–2007 | 21     |
| 08   | Jonathan Humphreys | 1995–2003 | 19     |
| 09   | Arthur Gould       | 1889–1897 | 18     |
| 10   | Clive Rowlands     | 1963–1965 | 14     |

| Rang | Name            | Zeitraum  | Punkte |
| ---- | --------------- | --------- | ------ |
| 01   | Neil Jenkins    | 1991–2002 | 1049   |
| 02   | Stephen Jones   | 1998–2011 | 0917   |
| 03   | Leigh Halfpenny | 2008–2023 | 0801   |
| 04   | Dan Biggar      | 2008–2023 | 0631   |
| 05   | James Hook      | 2006–2015 | 0352   |
| 06   | Paul Thorburn   | 1985–1991 | 0304   |
| 07   | Shane Williams  | 2000–2011 | 0290   |
| 08   | George North    | 2010–2024 | 0235   |
| 09   | Arwel Thomas    | 1996–2000 | 0211   |
| 10   | Gareth Thomas   | 1995–2007 | 0200   |

| Rang | Name            | Zeitraum  | Versuche |
| ---- | --------------- | --------- | -------- |
| 01   | Shane Williams  | 2000–2011 | 58       |
| 02   | George North    | 2010–2024 | 47       |
| 03   | Gareth Thomas   | 1995–2007 | 40       |
| 04   | Ieuan Evans     | 1987–1998 | 33       |
| 05   | Colin Charvis   | 1996–2007 | 22       |
| 06   | Josh Adams *    | 2018–2025 | 21       |
| 07   | Liam Williams * | 2012–2025 | 21       |
| 08   | Gerald Davies   | 1966–1978 | 20       |
| 09   | Gareth Edwards  | 1967–1978 | 20       |
| 10   | Tom Shanklin    | 2001–2011 | 20       |

## Trainer

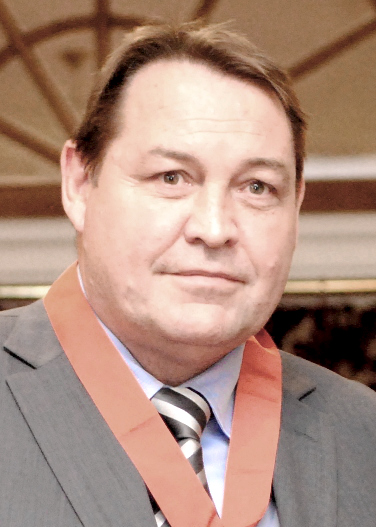
Steve Hansen (2012)

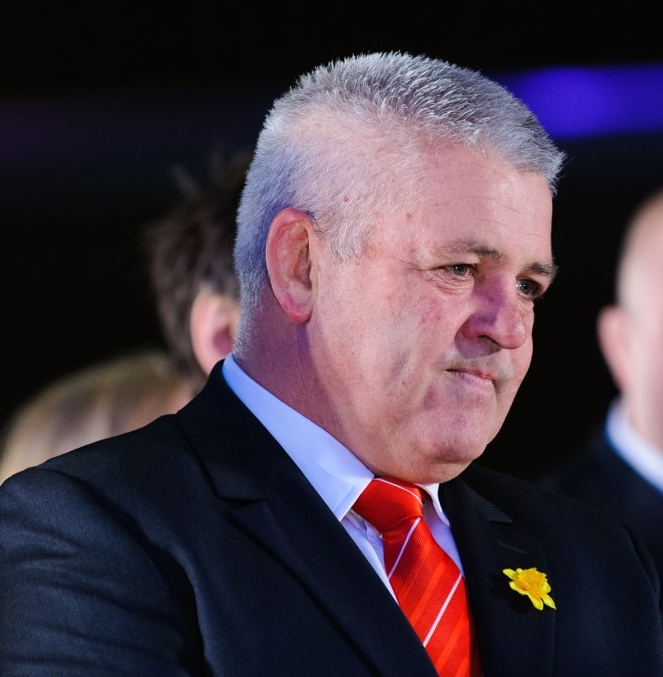
Warren Gatland wurde 2007 walisischer Nationaltrainer und führte Wales zu Six Nations Grand Slams in den Jahren 2008, 2012 und 2019, mehr als jeder andere Trainer

Diese Liste umfasst alle Trainer seit dem Jahr 1967, da erst seitdem hauptamtliche Trainer eingestellt wurden. Die mit * markierten Trainer wurden nur als sogenannte caretaker, also Vertreter, engagiert. Sie waren also in der Zeit aktiv, in der die Cheftrainer nicht in der Lage waren, den Posten auszuüben, sei es durch Aufgaben in Vereinen, den Lions oder durch Krankheiten.
| Name            | Jahre           | Spiele | Siege | Unent. | Ndlg. | Siege in Prozent |
| --------------- | --------------- | ------ | ----- | ------ | ----- | ---------------- |
| David Nash      | 1967–1968       | 5      | 1     | 1      | 3     | 20,0             |
| Clive Rowlands  | 1968–1974       | 29     | 18    | 4      | 7     | 62,1             |
| John Dawes      | 1974–1979       | 24     | 18    | 0      | 6     | 75,0             |
| John Lloyd      | 1980–1982       | 14     | 6     | 0      | 8     | 42,9             |
| John Bevan      | 1982–1985       | 15     | 7     | 1      | 7     | 46,7             |
| Tony Gray       | 1985–1988       | 18     | 9     | 0      | 9     | 50,0             |
| John Ryan       | 1988–1990       | 9      | 2     | 0      | 7     | 22,2             |
| Ron Waldron     | 1990–1991       | 10     | 2     | 1      | 7     | 20,0             |
| Alan Davies     | 1991–1995       | 35     | 18    | 0      | 17    | 51,4             |
| Alex Evans *    | 1995            | 4      | 1     |        | 3     | 25,0             |
| Kevin Bowring   | 1995–1998       | 29     | 15    | 0      | 14    | 51,7             |
| Dennis John *   | 1998            | 2      | 1     | 0      | 1     | 50,0             |
| Graham Henry    | 1998–2002       | 34     | 20    | 1      | 13    | 58,8             |
| Lynn Howells *  | 2001            | 2      | 2     | 0      | 0     | 100,0            |
| Steve Hansen    | 2002–2004       | 29     | 10    | 0      | 19    | 34,5             |
| Mike Ruddock    | 2004–2006       | 20     | 13    | 0      | 7     | 65,0             |
| Scott Johnson * | 2006            | 3      | 0     | 1      | 2     | 0,0              |
| Gareth Jenkins  | 2006–2007       | 20     | 6     | 1      | 13    | 30,0             |
| Nigel Davies *  | 2007            | 1      | 0     | 0      | 1     | 0,0              |
| Warren Gatland  | 2007–2019       | 151    | 87    | 2      | 62    | 57,6             |
| Robin McBryde * | 2009            | 6      | 5     | 0      | 1     | 83,3             |
| Rob Howley *    | 2012, 2016–2017 | 20     | 10    | 0      | 10    | 50,0             |
| Wayne Pivac     | 2019–2022       | 34     | 13    | 1      | 20    | 38,2             |
| Warren Gatland  | 2022–2025       | 26     | 6     | 0      | 20    | 23,00            |
| Matt Sherratt * | 2025            | 3      | 0     | 0      | 3     | 0,0              |